# Volckamer von Kirchensittenbach

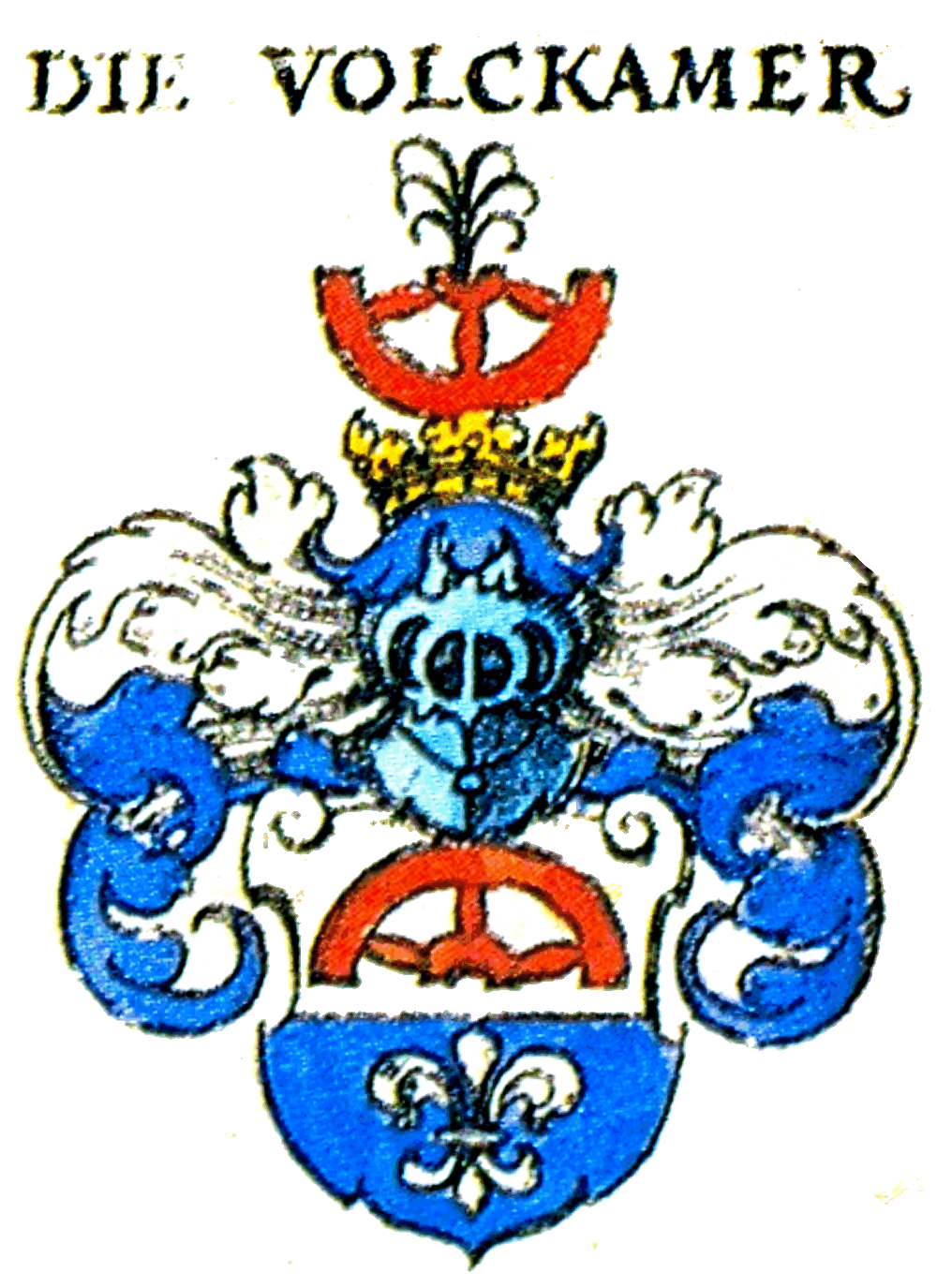
Wappen der Volckamer in Siebmachers Wappenbuch, 1605

Die Volckamer von Kirchensittenbach (auch Volkamer oder Volkmar) sind eine Nürnberger Patrizierfamilie, erstmals urkundlich in Neumarkt erwähnt im Jahr 1278. Die Volckamer waren ab 1362, mit kurzen Unterbrechungen, bis zum Ende der reichsstädtischen Zeit im Jahre 1806, im Inneren Rat vertreten und gehörten nach dem Tanzstatut zu den zwanzig alten ratsfähigen Geschlechtern. Zweige des Adelsgeschlechts bestehen bis heute.

## Geschichte
Ursprünglich trug die Familie den Namen Volckmeyr. Erst seit dem 15. bzw. 16. Jahrhundert wurde die Namensform Volckamer gebräuchlich. Das Geschlecht stammt aus der oberpfälzischen Stadt Neumarkt. Sie kamen aus angesehenen Verhältnissen und waren bis zum Anfang des 15. Jahrhunderts in Neumarkt sesshaft.

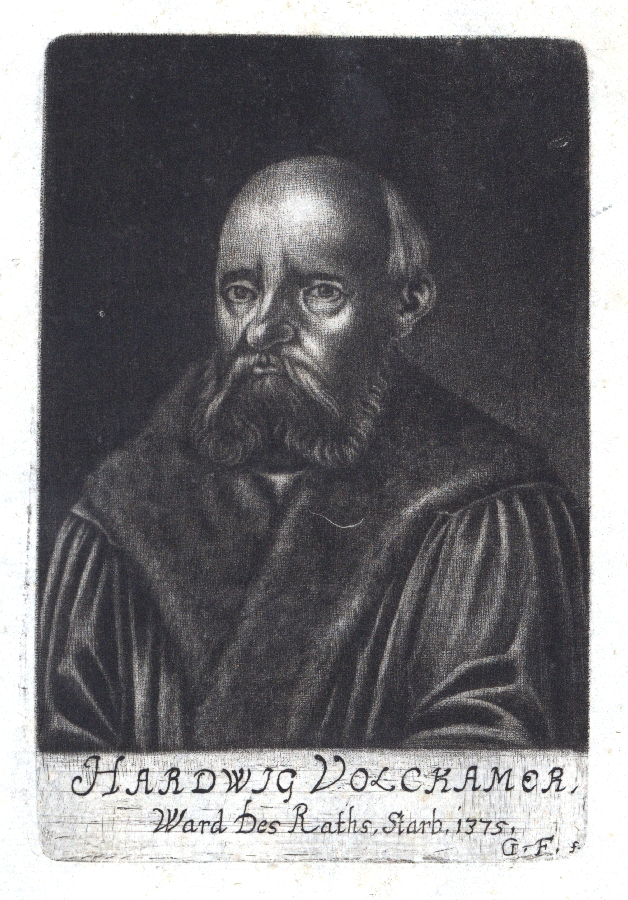
Hartwig Volckmeyr (auch: Hertel Volkmar)

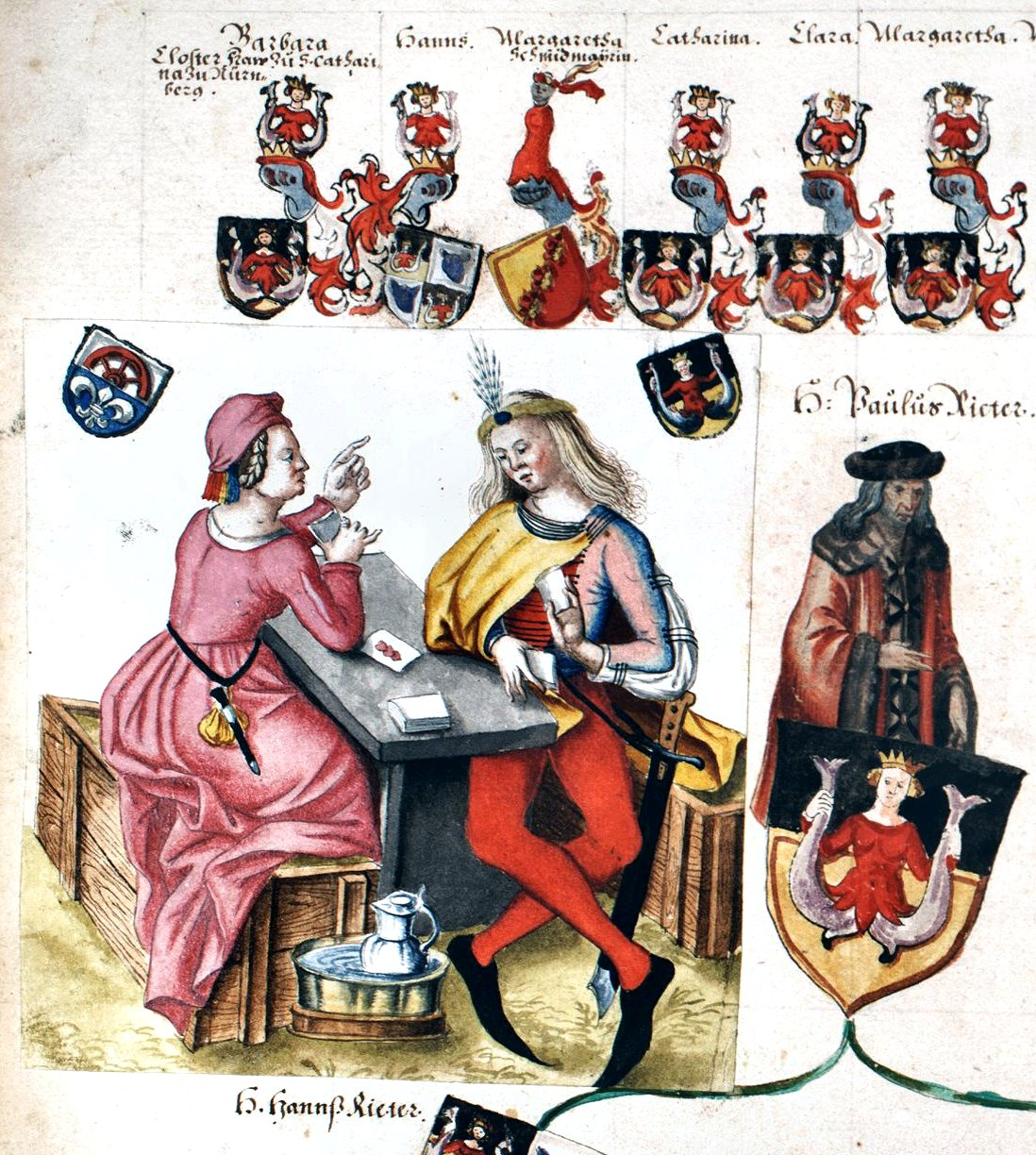
Katharina Volckamerin und Hannß Rieter als Kartenspieler

Der erste Vertreter der Volckamer kam Ende der 1330er Jahre mit Hartwig Volckmeyr (auch: Hertel Volkmar) in die 30 Kilometer entfernte Reichsstadt Nürnberg. Er ist ab 1337 in Nürnberg urkundlich nachgewiesen und konnte 1363 das berühmte Nassauer Haus bei St. Lorenz erwerben. Von seinen Söhnen Heinrich und Hartwig stammen die St. Lorenzer Linie und die St. Sebalder Linie ab, benannt nach den innerstädtischen Kirchgemeinden. Die St. Lorenzer Linie erlosch allerdings schon 1602, während sich die St. Sebalder Linie in mehrere Zweige aufspaltete. Die Sebalder Linie hatte 1694 das damals ausgestorbene Nürnberger Patriziergeschlecht Tetzel von Kirchensittenbach mitbeerbt und daraufhin den Namen Volckamer von Kirchensittenbach angenommen.
Zu Wohlstand gelangten die Volckamer unter anderem durch den Fernhandel. Um 1400 handelten sie mit Gewürzen und Tuchen am Niederrhein. Später engagierten sie sich auch im thüringischen Bergbau. Weitaus stärker als im Handel und Montanbereich traten die Volckamer jedoch im diplomatischen Dienst für Nürnberg hervor.
Das Geschlecht wurde zu einem der bedeutendsten und einflussreichsten im Nürnberger Patriziat und blieb es bis zum Verlust der Reichsunmittelbarkeit Nürnbergs im Jahre 1806. Drei vorderste Losunger (Verwalter der städtischen Steuern) und Reichsschultheiße von Nürnberg stellte die Familie: Paul (auch: Paulus) († 1505), Georg († 1633) und Christoph Gottlieb († 1752). Eine kaiserliche Wappenbesserung durch Verleihung einer goldenen Krone ist schon 1433 und eine weitere Wappenvermehrung 1696 an die Volckamer gekommen. 1813 wurde das Geschlecht im Königreich Bayern in die Adelsklasse der Adelsmatrikel eingetragen.

## Besitzungen
- Als Verwalter der Schlüsselfelderschen Familienstiftung (im Wechsel mit den Kreß von Kressenstein – jeweils der älteste männliche Nachkomme der beiden Familien wird Administrator):
  - Nassauer Haus in Nürnberg
  - Schloss Kugelhammer in Röthenbach bei Sankt Wolfgang
- Als Verwalter der Tetzelschen Familienstiftung, die zuerst von den Schlüsselfeldern administriert wurde:
  - seit 1709 das Tetzelschloss in Kirchensittenbach (im Wechsel zunächst mit den Pfinzing († 1764), Behaim († 1942) und seit 1942 mit den Stromer)

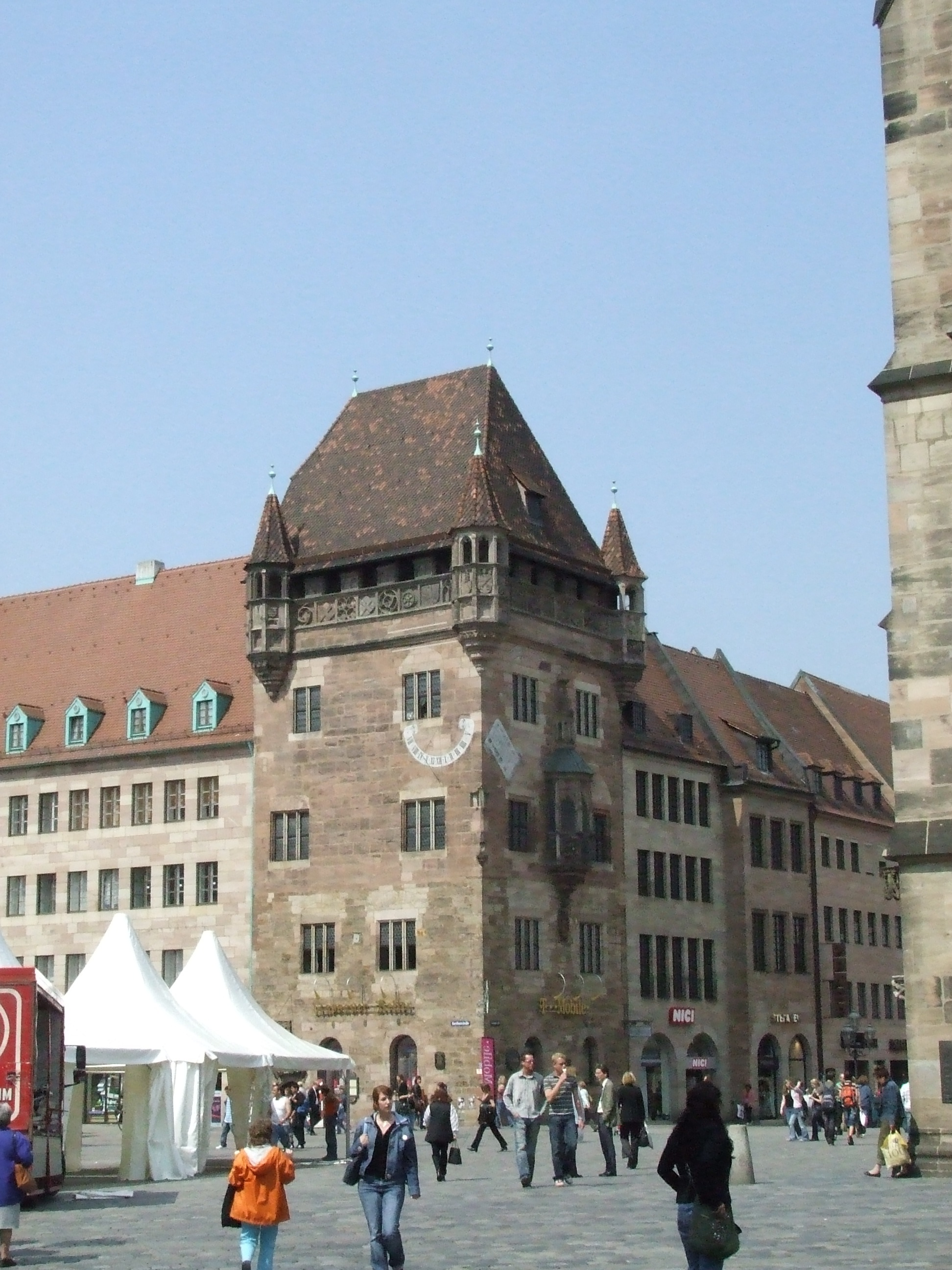
Nassauerhaus in Nürnberg
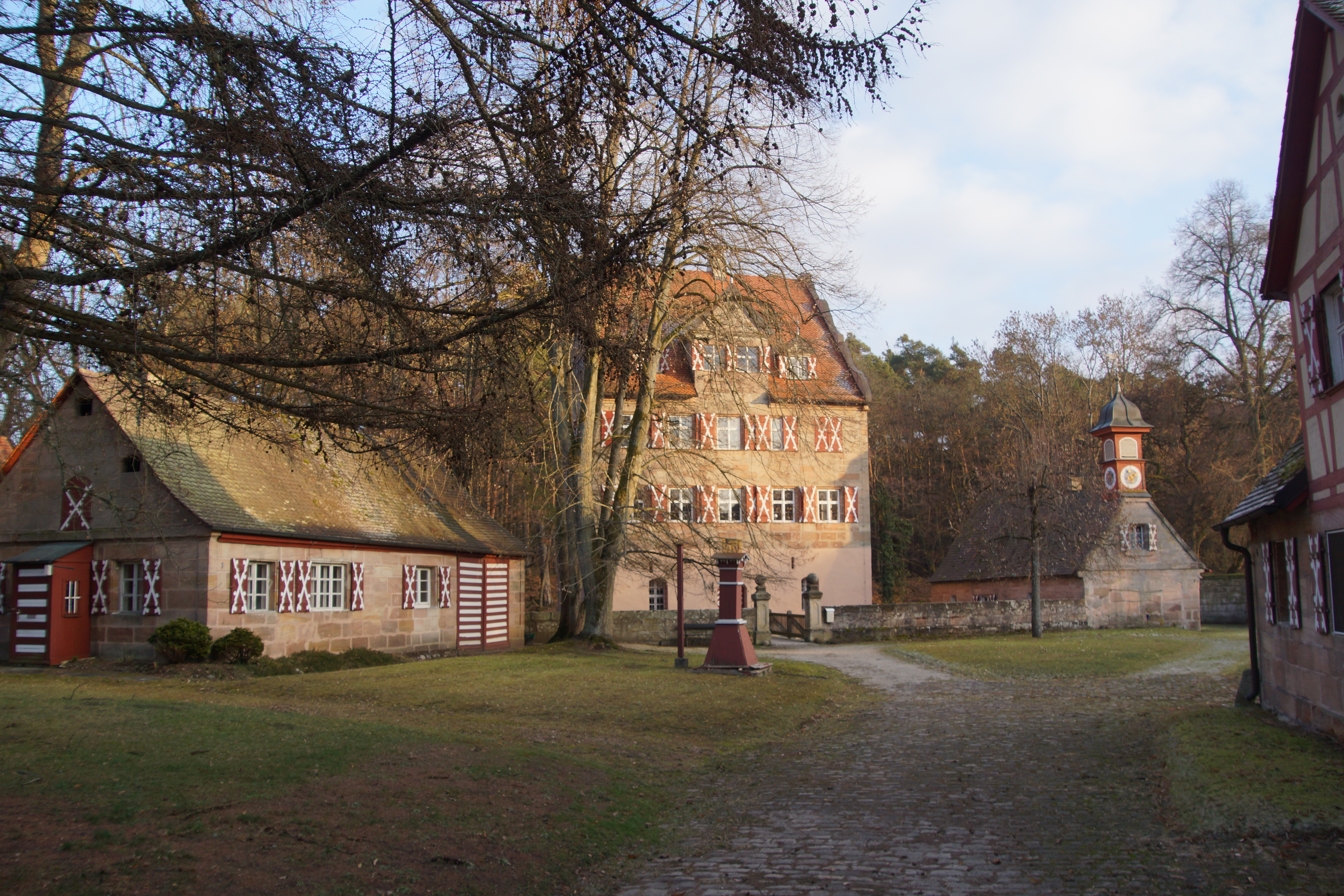
Schloss Kugelhammer
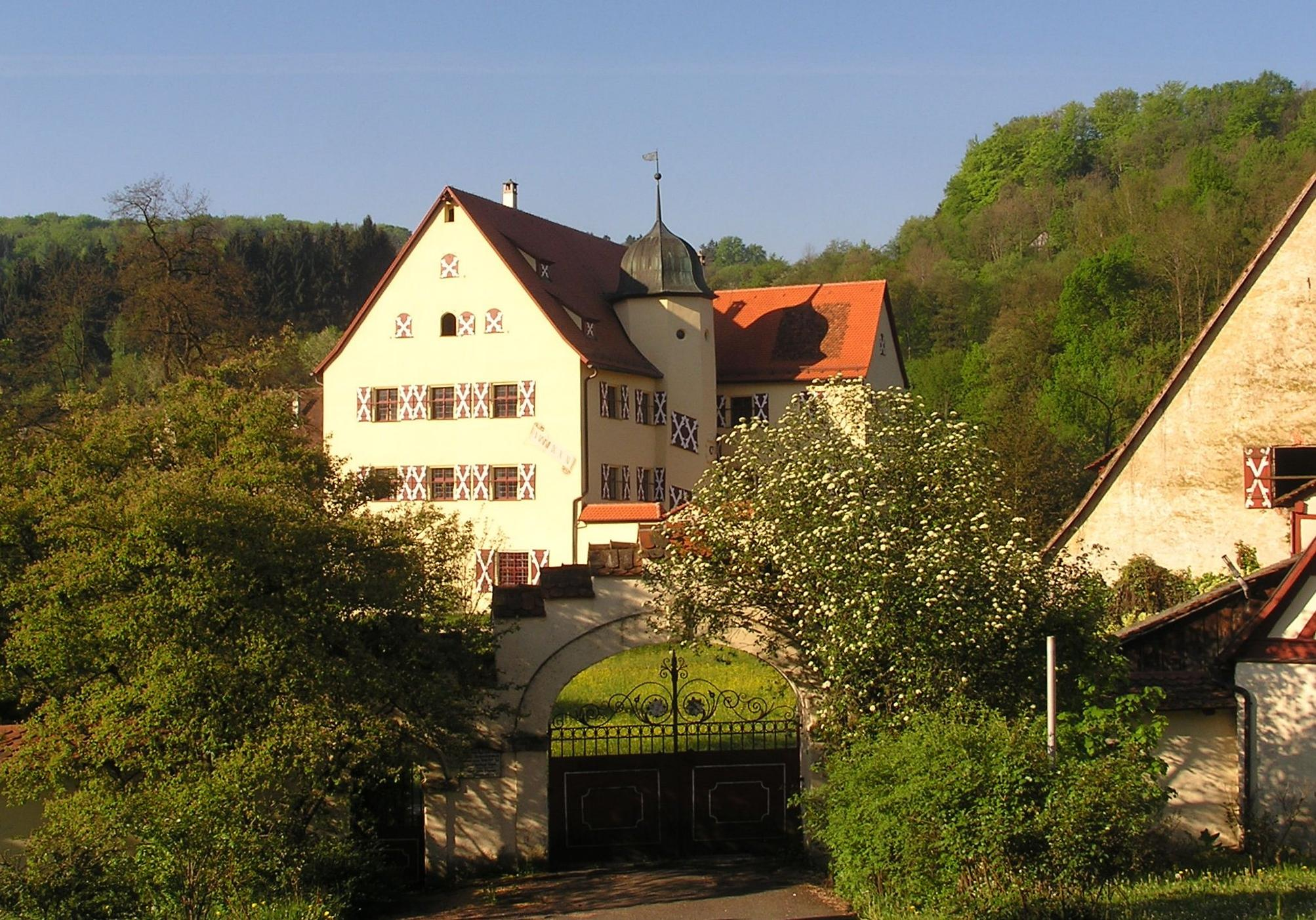
Schloss Kirchensittenbach

## Ehemalige Besitzungen (Auszug)
In und um Nürnberg herum hatten die Volckamer umfangreiche Besitzungen. Unter anderem:
- 1400–1493 den oberen Sitz zu Burgfarrnbach
- 1414–1427 die Mühlen in Wörth, Brunn und Netzstall
- ????–1516 Grundbesitz in Brunn und Netzstall
- 1467–1473 die Unterbürg in Laufamholz
- 17./18. Jahrhundert den Hof Bremenstall bei Fürth-Unterfarrnbach
- 18. Jahrhundert zwei Höfe in Herboldshof bei Fürth
- 1737–1826 den Herrensitz Tennenlohe bei Erlangen
- 1750–1781 den „Gugelschen“ oder „Schreiber'schen Sitz“ in Erlenstegen (danach Imhoff-Schlösschen, im Zweiten Weltkrieg zerstört)
- bis 1815 den „Wölckern'schen Sitz“ in Erlenstegen (als Administratoren der Wölckern'schen Vorschickung)
- 1750–1833 das Waldstromerschloss in Reichelsdorf
- 1755–1770 den Herrensitz Thumenberg / Platnersberg
- 1756–1813 den Herrensitz in Rasch (infolge Erbe von den Welsern)
- 1777–1794 den Herrensitz Weigelshof
- 1818–1842 das Zeidlerschloss in Feucht
- 1875–1900 den Herrensitz Heuchling (Lauf an der Pegnitz)
- ????–???? Grundbesitz in Eschenbach bei Pommelsbrunn

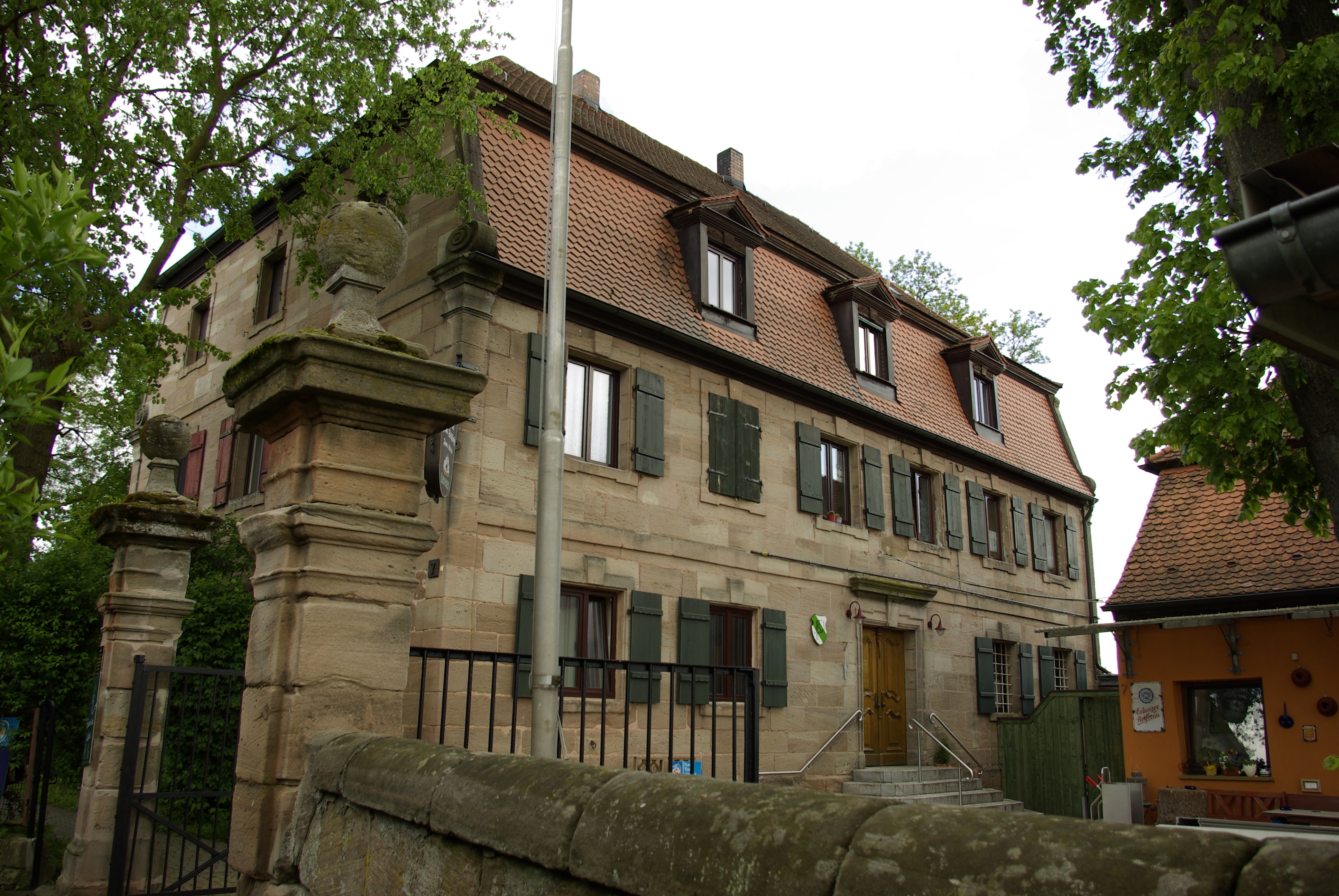
Herrensitz Tennenlohe
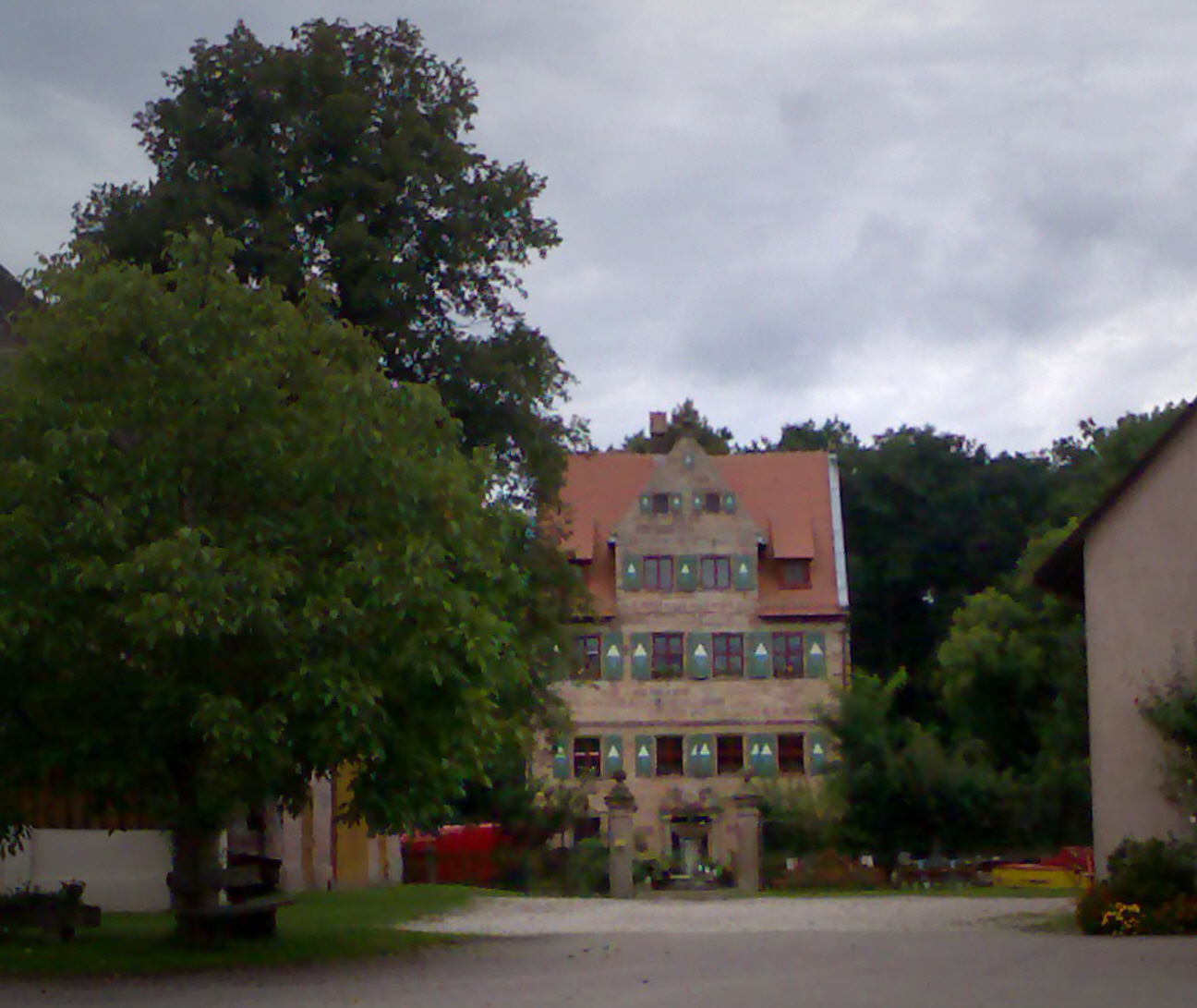
Waldstromerschloss in Reichelsdorf
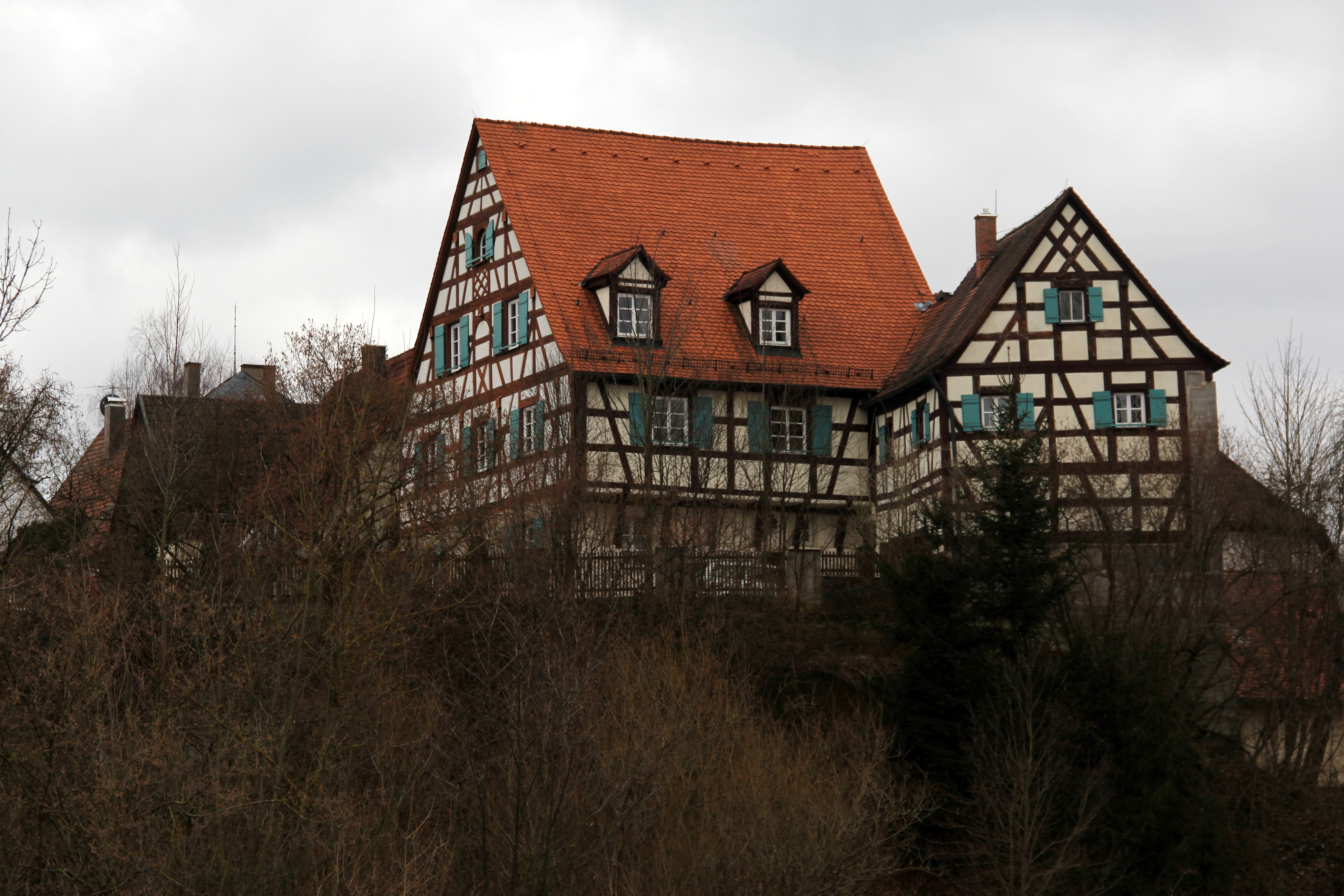
Herrensitz Rasch
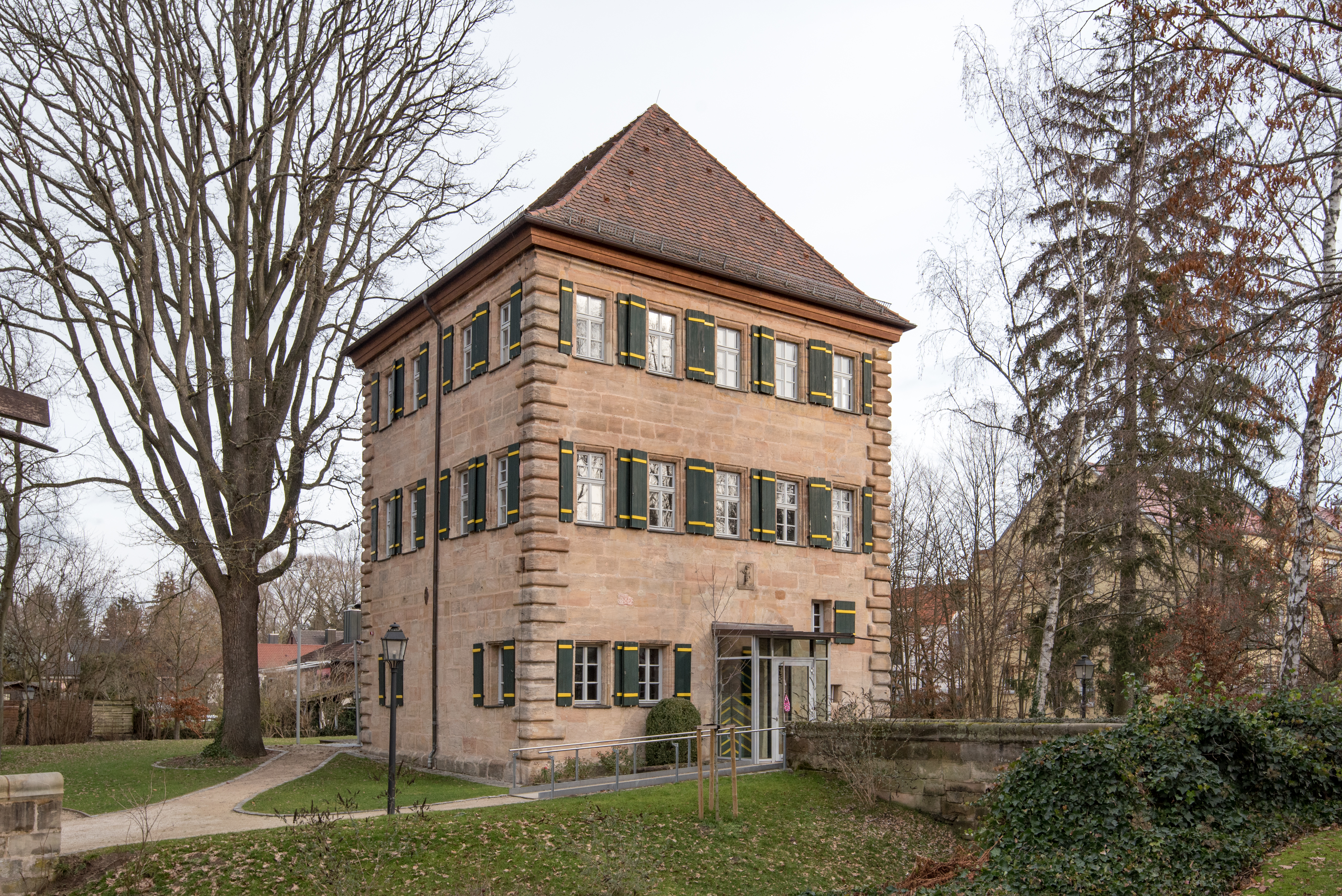
Zeidlerschloss in Feucht

## Bekannte Familienmitglieder
- Peter Volckamer (* ?; † 1432), neben Sebald Pfinzing um 1411/31 der wichtigste Verbindungsmann Nürnbergs zu König Sigismund. Er vertrat Nürnberg 1415 auf dem Konstanzer Konzil und begleitete Sigismund zu dessen Kaiserkrönung nach Rom. Er verstarb aber kurz zuvor 1432 in Siena.
- Clemens Volckamer (1495–1541), zusammen mit Christoph Kreß unterzeichnet er 1530 auf dem Augsburger Reichstag, im Namen der Reichsstadt Nürnberg, das von Philipp Melanchthon verfasste Glaubensbekenntnis (Confessio Augustana). Er war zudem ab 1538 maßgeblich am Ausbau der Burgbasteien durch Antonio Fazuni beteiligt.
- Helena Jakobina Karoline Friederike Volckamer von Kirchensittenbach (1794–1820) war die Ehefrau des bayerischen Generals Karl Freiherr von Pflummern (1787–1850), Stadtkommandant von Nürnberg
- Richard Volckamer von Kirchensittenbach (1857–1892), deutscher Kolonialoffizier und Stationschef
- Guido Friedrich Christoph Jobst Volckamer von Kirchensittenbach (1860 – 1940), Sammler und Fotograf (seine Sammlung wurde im Germanischen Nationalmuseum aufgenommen)[3]
- Friedrich Jobst Volckamer von Kirchensittenbach (1894–1989), General der Gebirgstruppe im Zweiten Weltkrieg

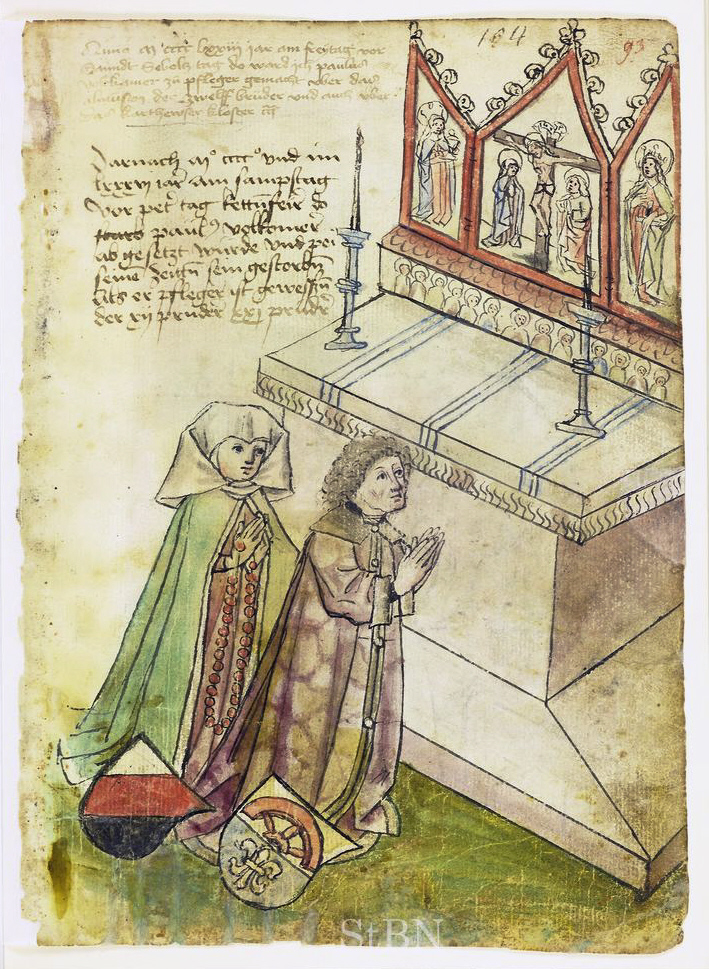
Paulus Volckamer, Pfleger der Mendelschen Zwölfbrüderstiftung, mit seiner Frau Magdalena, geb. Mendel (1473)
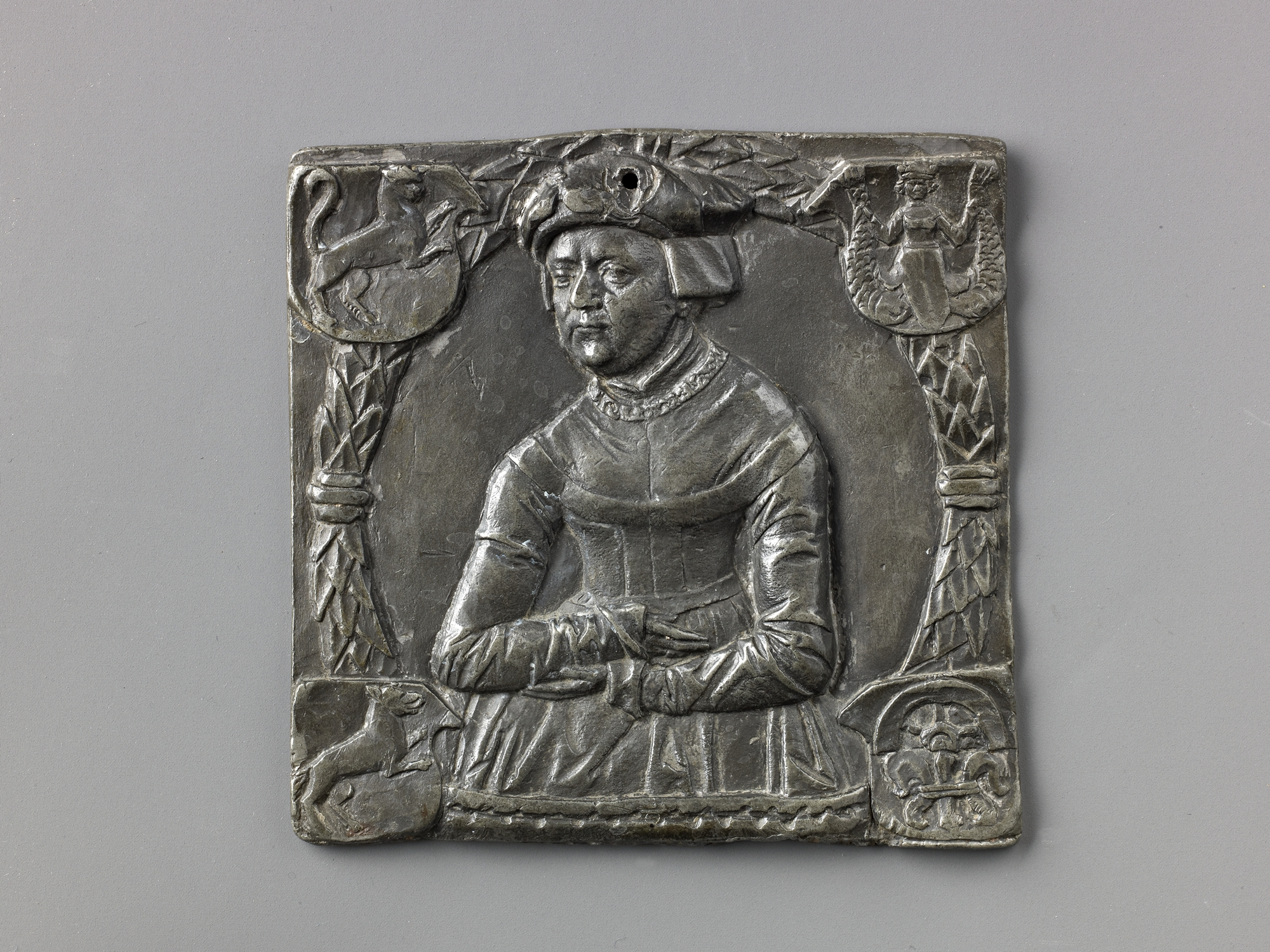
Katharina Volckamer (1521–1540), Plakette (im Metropolitan Museum of Art)
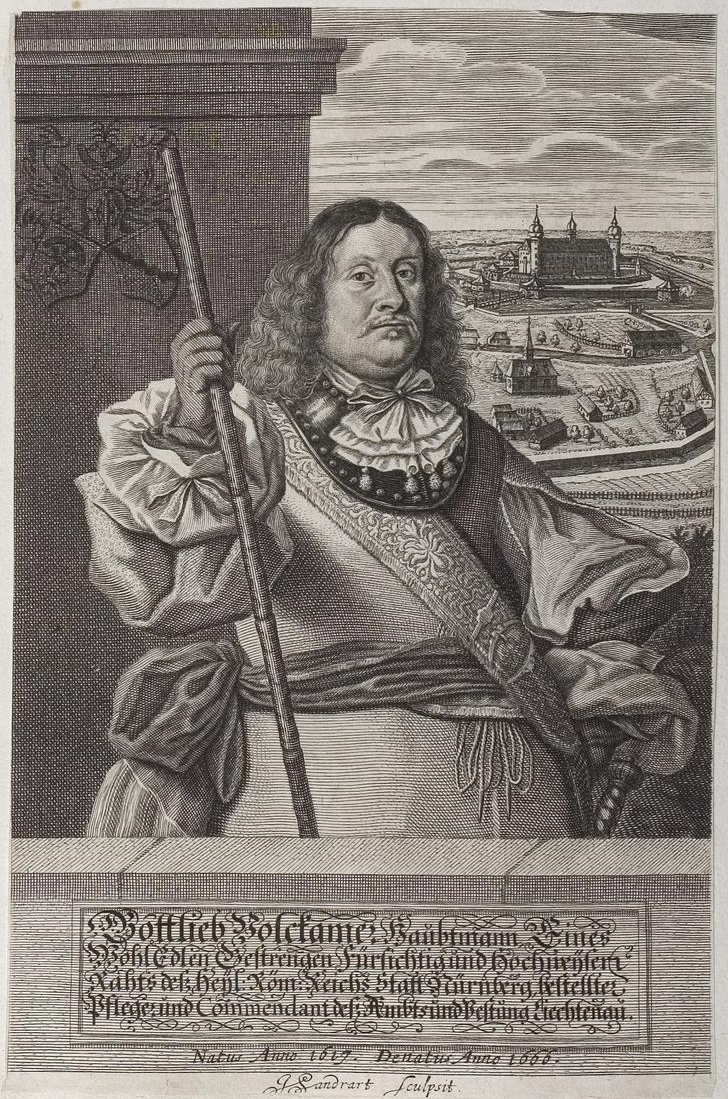
Gottlieb Volckamer (1617–1666), Hauptmann der Festung Lichtenau
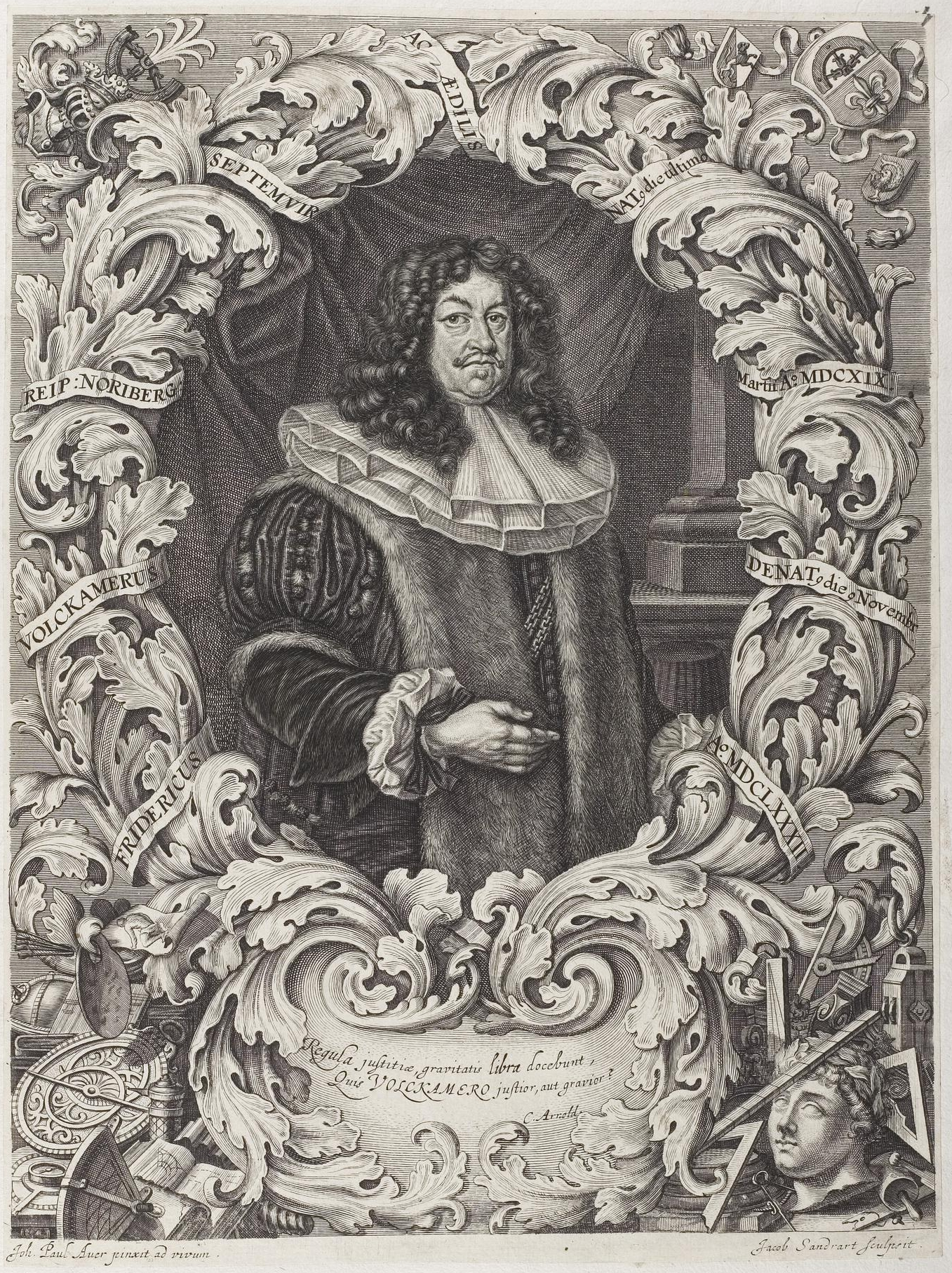
Friedrich Volckamer von Kirchensittenbach (1619–1682), Nürnberger Baumeister und Septemvir
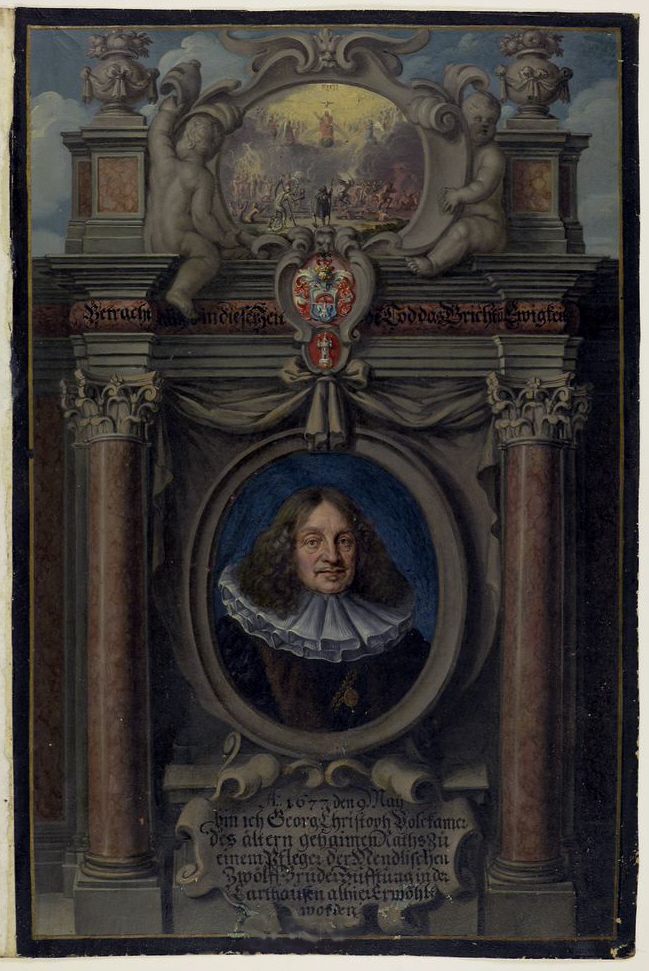
Georg Christoph Volckamer, Pfleger der Mendelschen Zwölfbrüderstiftung (1677)
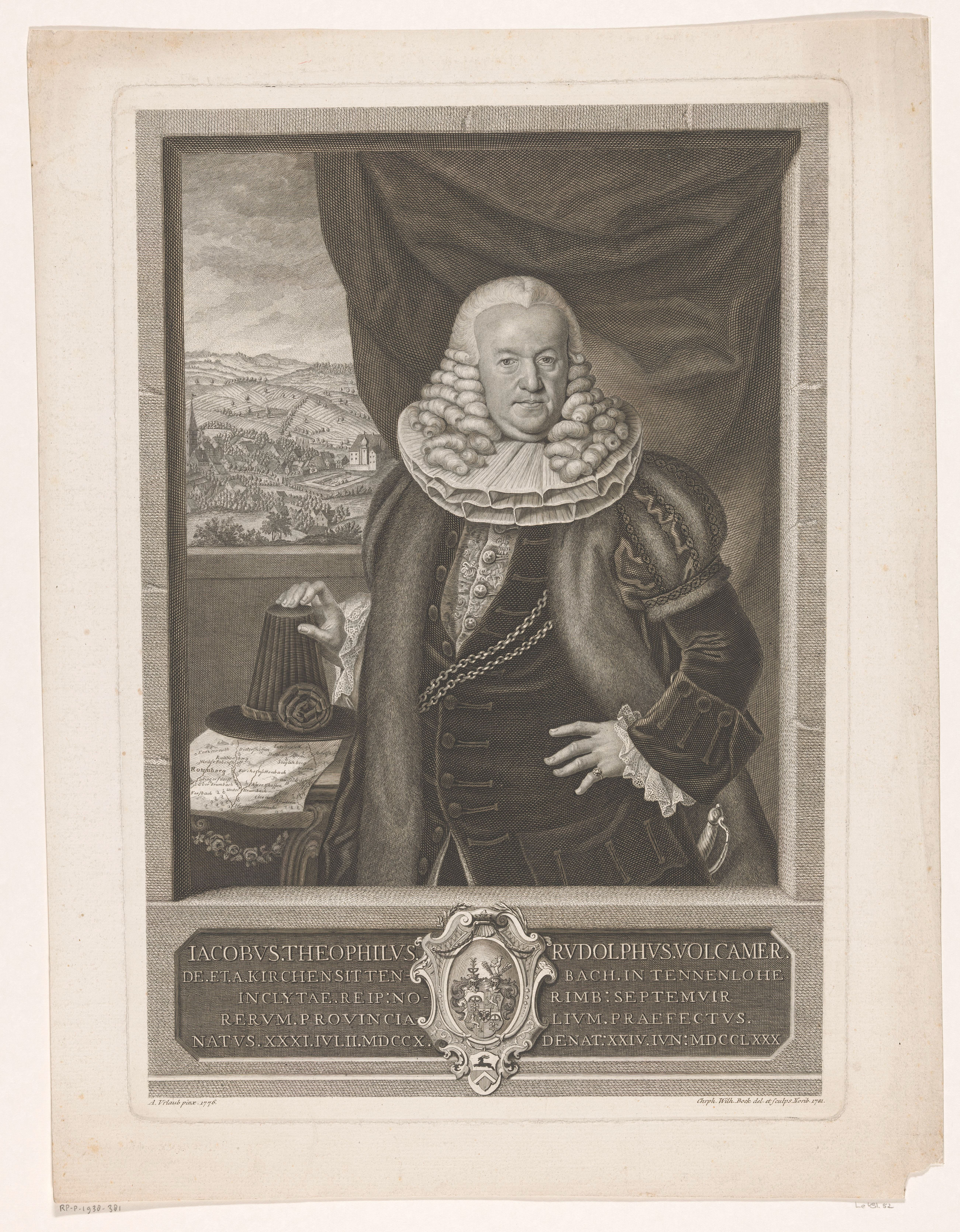
Jacob Gottlieb Rudolph Volckamer von Kirchensittenbach (1710–1780), Septemvir, „Präfekt der Provinzen“ (Pflegämter)

Eine aus Lobenstein im Vogtland nach Nürnberg gekommene Familie Vol(c)kamer, zu der der Seidenfabrikant und Ratsherr Johann Volkamer (1576–1661), sein Sohn Johann Georg Volkamer der Ältere und seine Enkel Johann Volkamer sowie Johann Christoph Volkamer gehörten, die als Mediziner, Botaniker und Schriftsteller bekannt wurden, führte ein anderes Wappen und stand in keiner verwandtschaftlichen Verbindung zu dem Patriziergeschlecht.

## Wappen
Das Stammwappen ist von Silber und Blau geteilt, oben ein oberhalbes rotes Rad mit drei Speichen, unten eine silberne Lilie. Auf dem bekrönten Helm ist ein halbes, nach oben gekehrtes rotes Rad, das in der Mitte mit schwarzen Federn besteckt ist. Die Helmdecken sind rot-silbern.

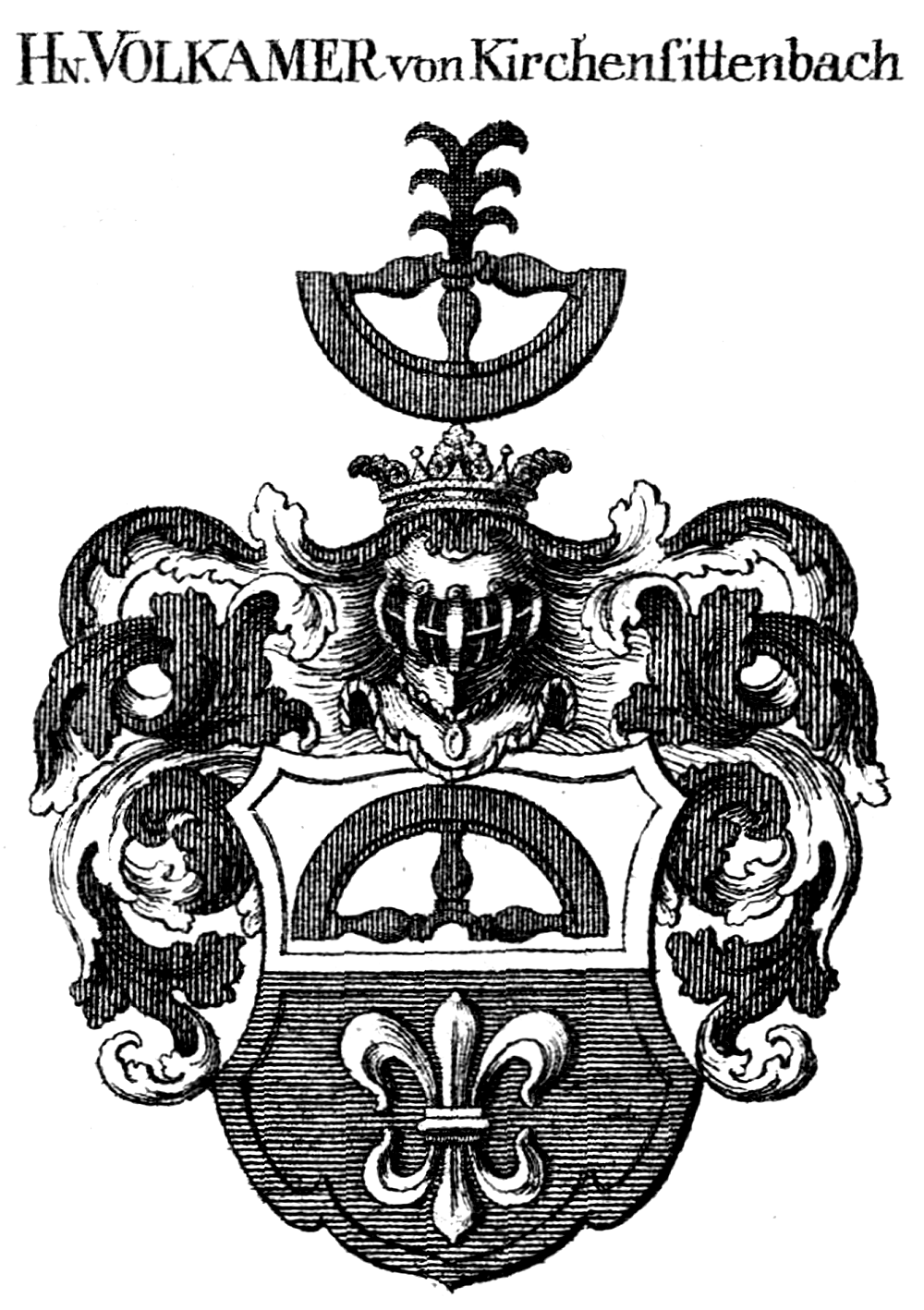
Stammwappen
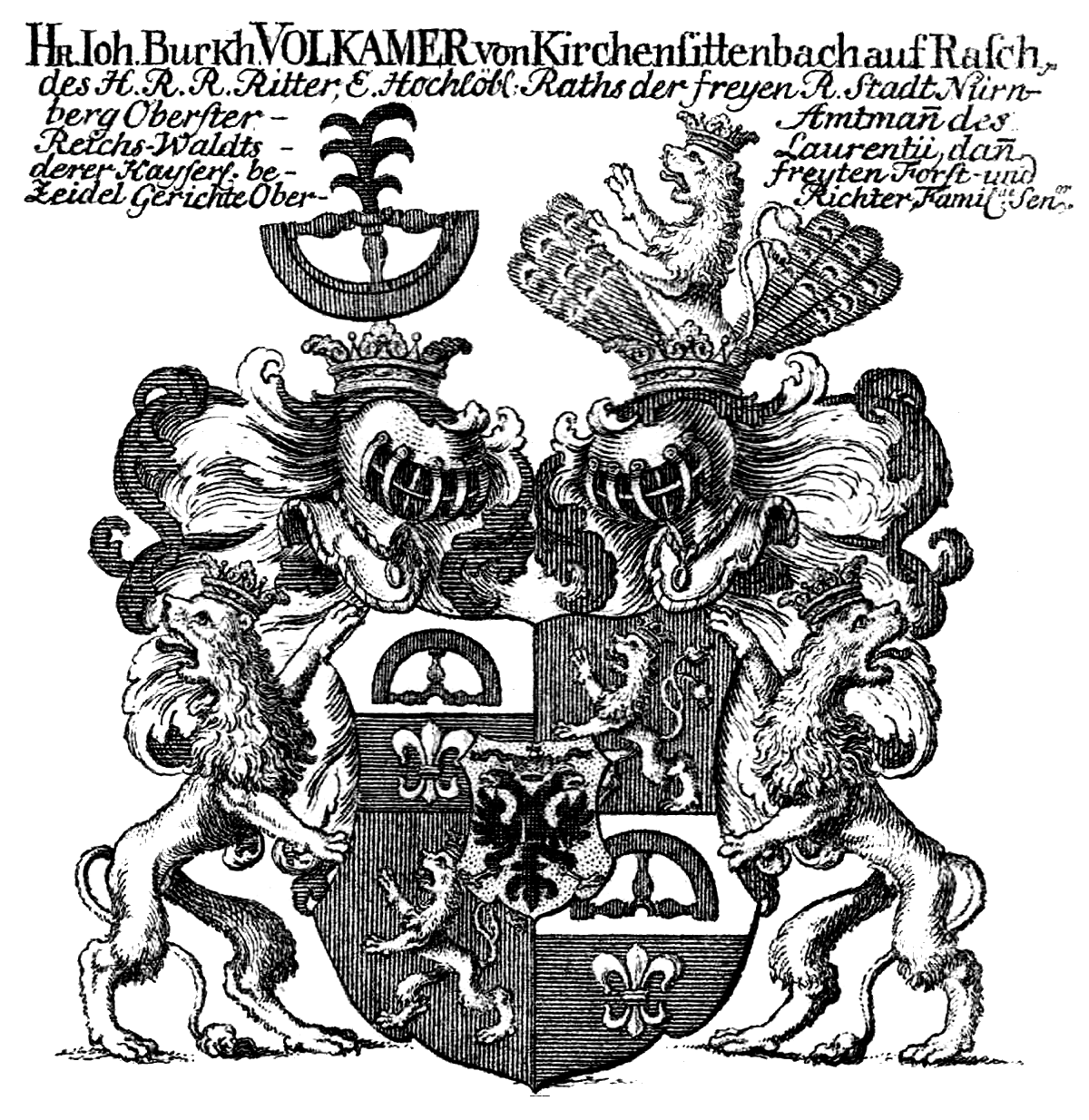
Gemehrtes Wappen des Ritters Johann Burkhard Volkamer von Kirchensittenbach
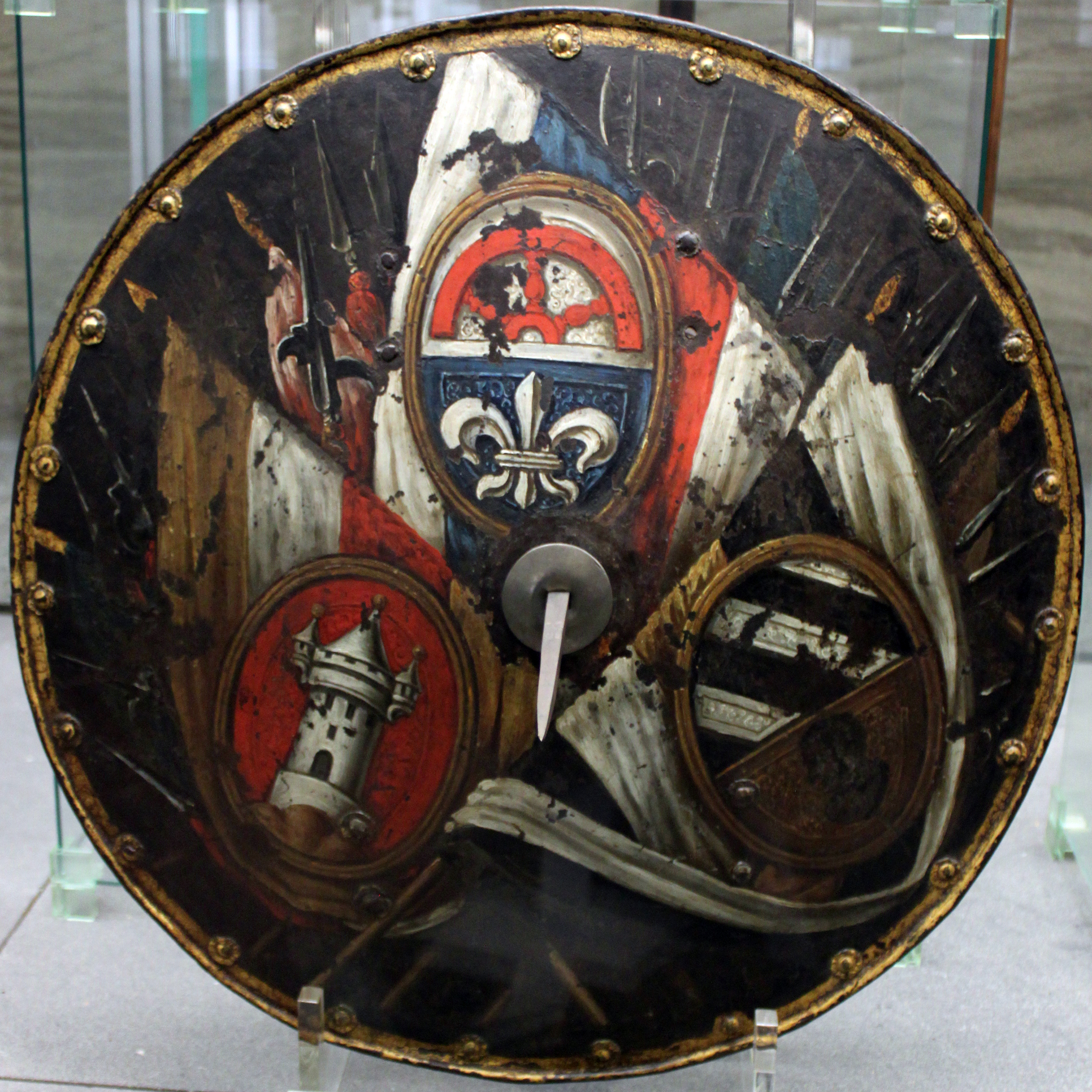
Rundschild mit den Wappen der drei obersten Hauptleute (Volckamer, Harsdorffer und Tucher), 1590
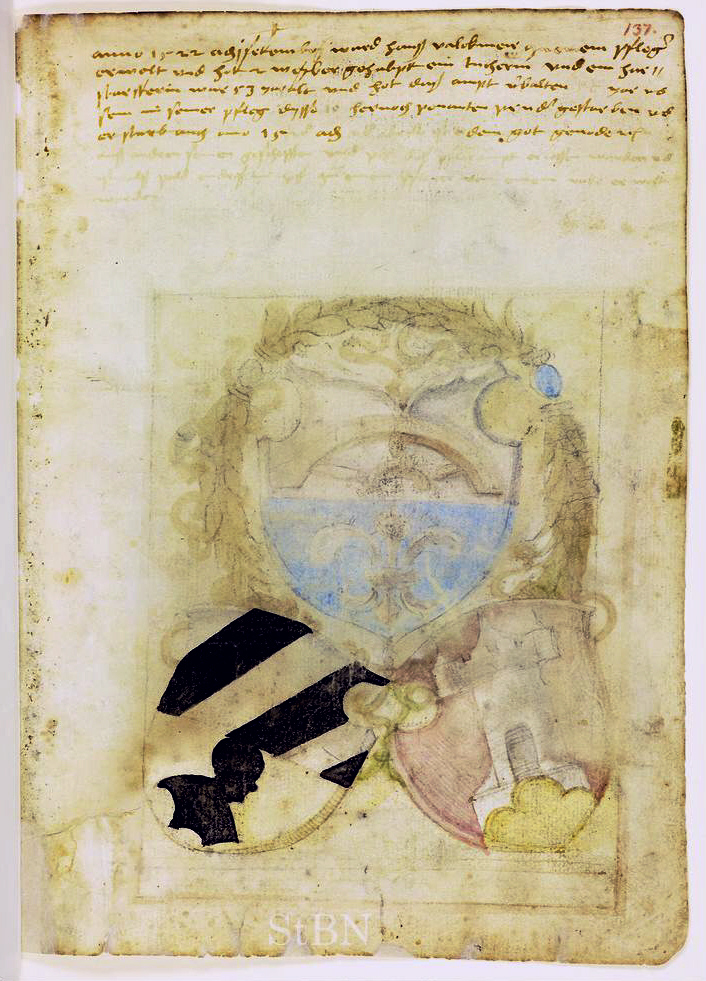
Allianzwappen des Hanss Volckmer, Pfleger der Mendelschen Zwölfbrüderstiftung, und seiner Ehefrauen Margarete Tucher und Anna Harsdörffer, 1522
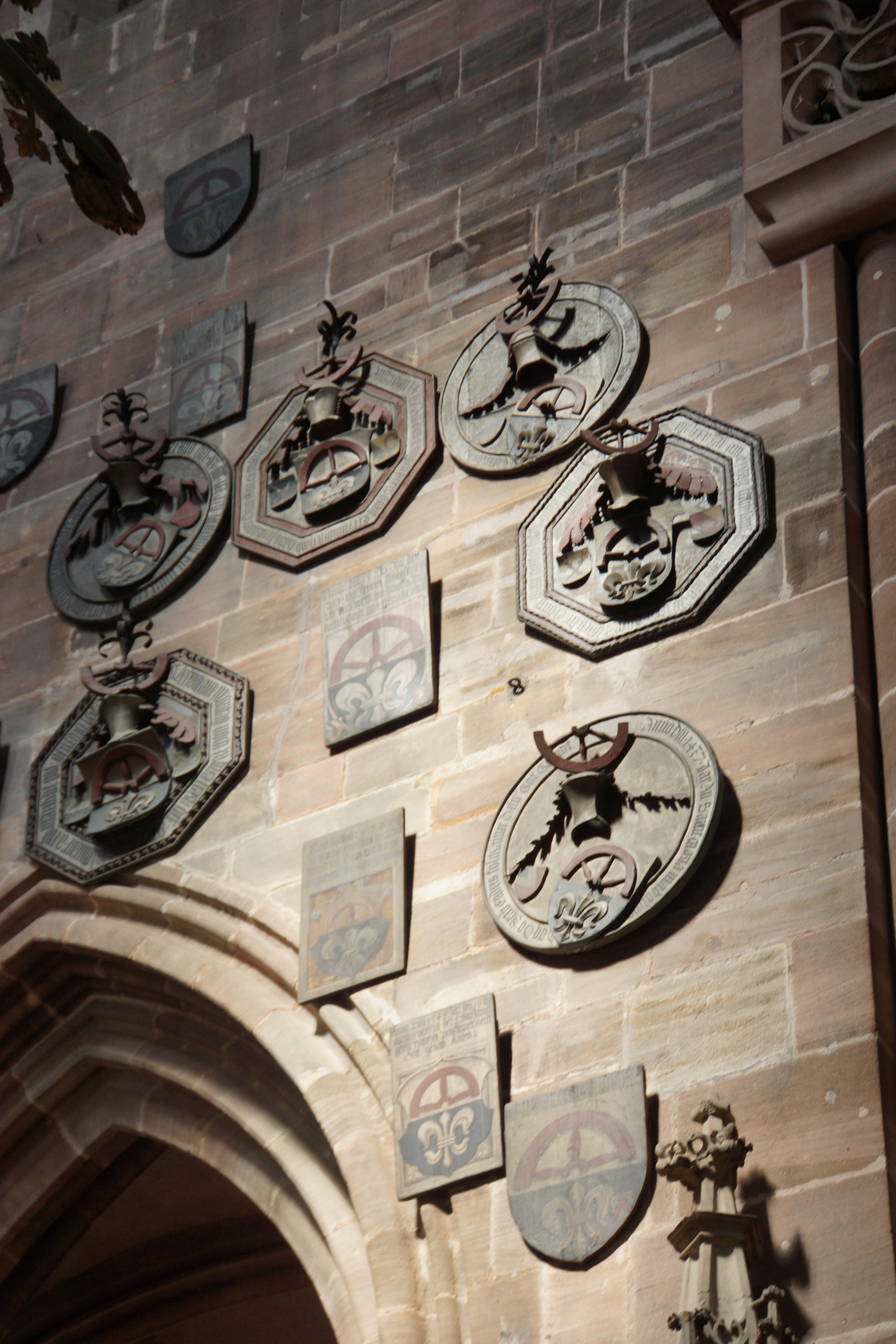
Totenschilde in der Lorenzkirche

## Stiftungen
Zahlreiche Kunst- und Altarstiftungen gehen auf die Familie Volckamer zurück, darunter:
- Die Verkündigungsgruppe in der Sebalduskirche (sog. Volckamer’sche Verkündigung, vermutlich gestiftet von Peter Volckamer, um 1430)
- Der Deocarusaltar mit Predella in der Lorenzkirche (Andreas Volckamer und Ehefrau Margaretha Haller, 1436/37)
- Die Deocaruskapelle mit Treppenturm in der Kartäuserkirche (Andreas Volckamer und Ehefrau Margaretha Haller, 1440)
- Die Kreuzabnahme mit dem Hl. Sebald und Peter Volckamer vom Meister der Osservanza (1432/33), Kunstsammlung der Banca Monte dei Paschi di Siena
- Das Volckamer-Fenster in der Lorenzkirche, von Peter Volckamer nach 1480 gestiftet; bedeutendes Werk des Straßburger Glasmalers Peter Hemmel von Andlau, Thema ist die Wurzel Jesse[5]
- Das Volckamer-Fenster in der Sebaldskirche (Werkstatt von Veit Hirsvogel). Die untere Reihe gilt dem Gedächtnis der Stammväter der beiden Hauptlinien, Hartwig II. Volckamer und Heinrich II. Volckamer, gestorben 1379 bzw. 1396, mit ihren Ehefrauen, Emerantia Nützel bzw. Anna Schürstab und Elisabeth Rasp. Die zweite Reihe ist den neuen Stiftern gewidmet, den beiden Vettern Peter III. Volckamer und Paul I. Volckamer, gestorben 1439 bzw. 1505, mit deren Ehefrauen, Apollonia und Margarete Mendel.[6]
- Das Epitaph der Apollonia Volckamer geb. Mendel (Ehefrau des Peter Volckamer), um 1483 (Staatsgalerie in der Neuen Residenz Bamberg)
- Der Volckamer-Altar aus dem Katharinenkloster Nürnberg, 1493 von Paulus Volckamer und Magdalena Mendel gestiftet (Germanisches Nationalmuseum)[7], Mitteltafel: Messe des Hl. Gregor, linker Flügel Innenseite: Sieben Nothelfer, linker Flügel Außenseite: Madonna und Jesuskind mit Stiftern, linker Flügel Innenseite: Madonna mit Jesuskind und sieben Nothelfern, rechter Flügel Außenseite: Hl. Katharina mit Stifterinnen. Wappen der Stifterfamilie Volckamer
- Das Epitaph der Margarethe Volckamer (Frau des Paulus Volckamer) mit Krönung Mariens, um 1494 (Staatsgalerie in der Neuen Residenz Bamberg)
- Das Epitaph für Paulus Volckamer in der Sebalduskirche von Veit Stoß (sog. „Volckamer-Gedächtnisstiftung“, 1499), mit den Szenen Abendmahl, Ölgartengebet und Judaskuss
- Barbara Paumgartner geb. Volckamer ist mit ihrem Wappen, samt Ehemann und Kindern auf dem Paumgartner-Altar von Albrecht Dürer (nach 1503) zu sehen (Alte Pinakothek München).

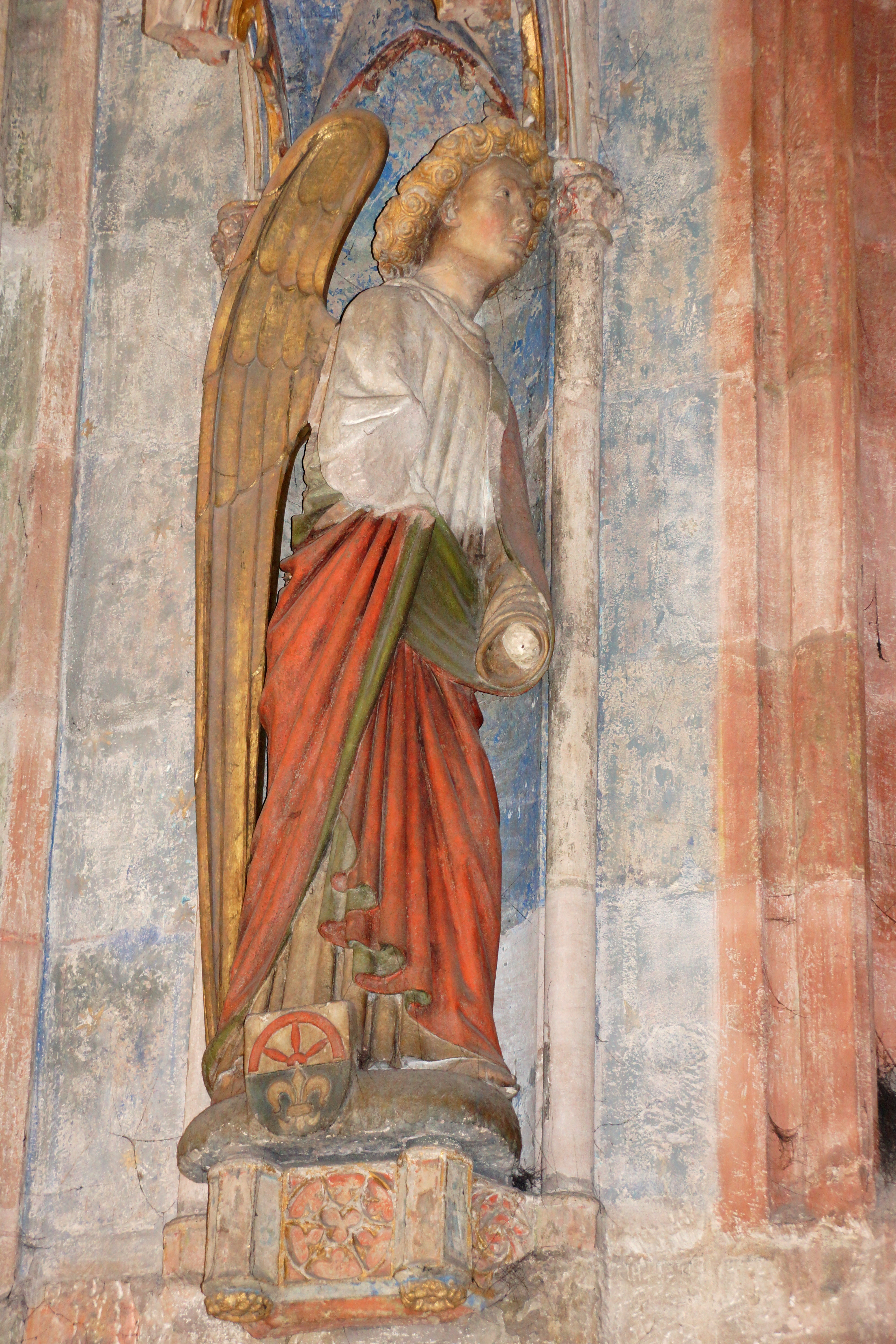
Erzengel mit Stifterwappen, Sebaldskirche
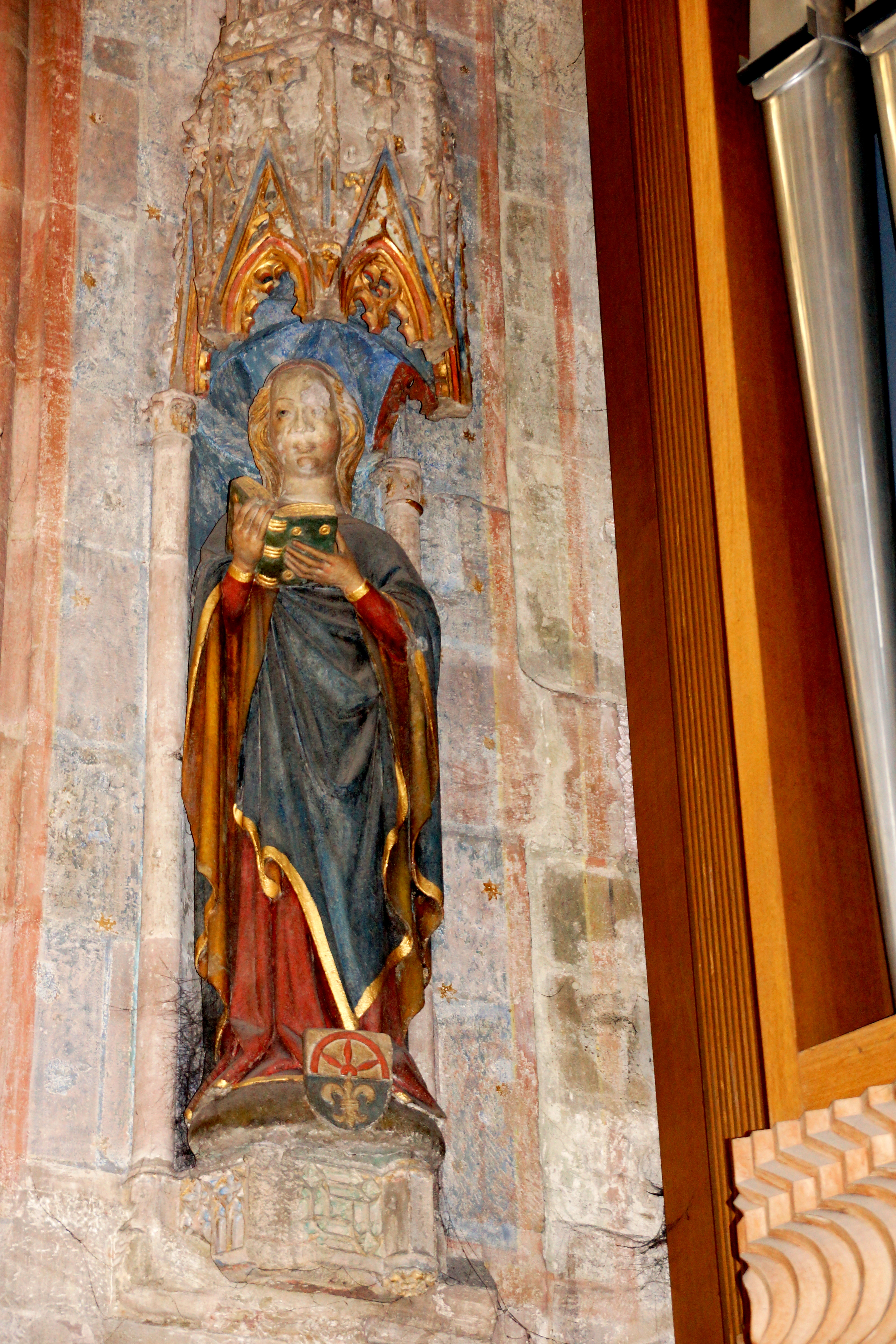
Heilige mit Stifterwappen, Sebaldskirche
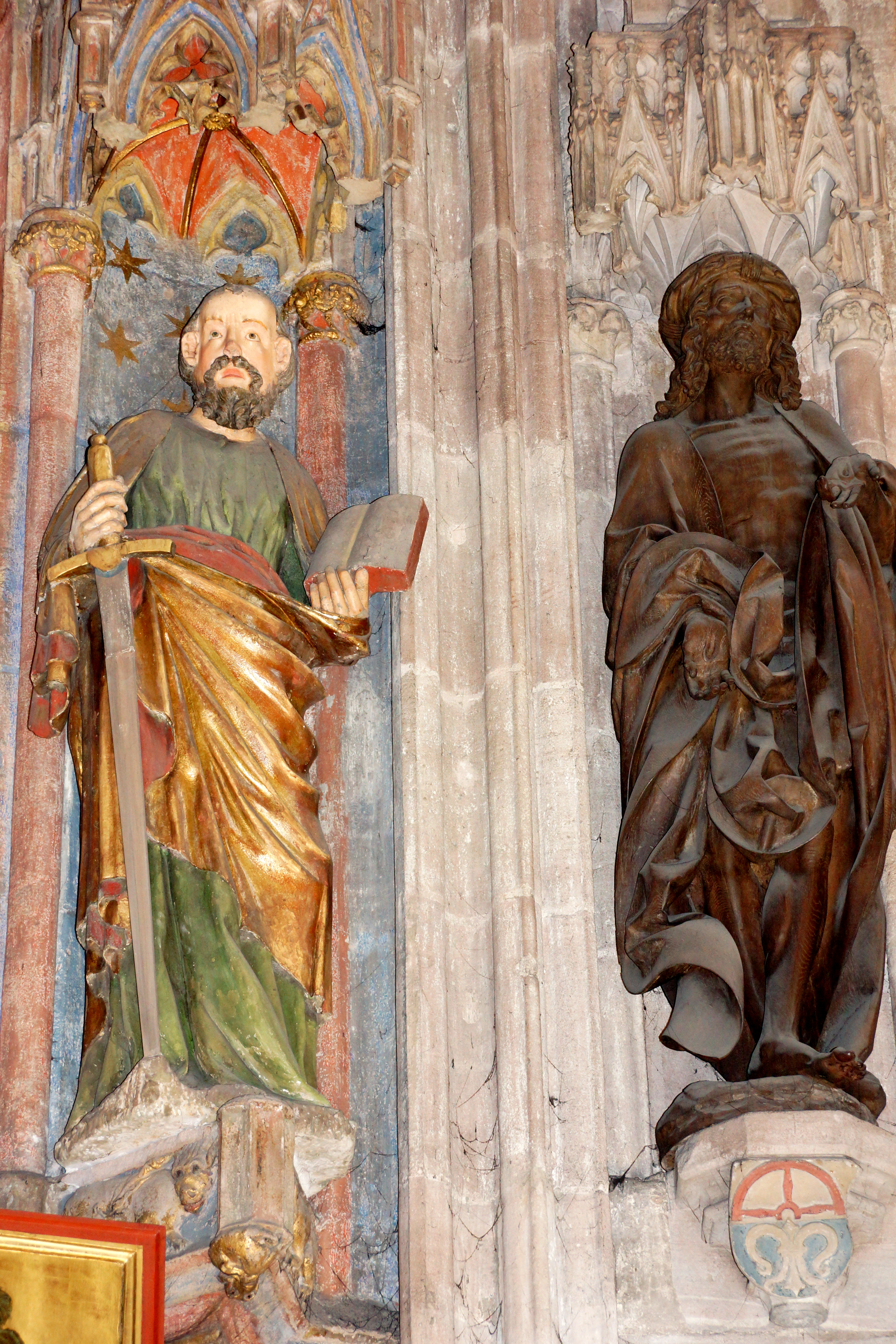
Schmerzensmann mit Stifterwappen, Sebaldskirche
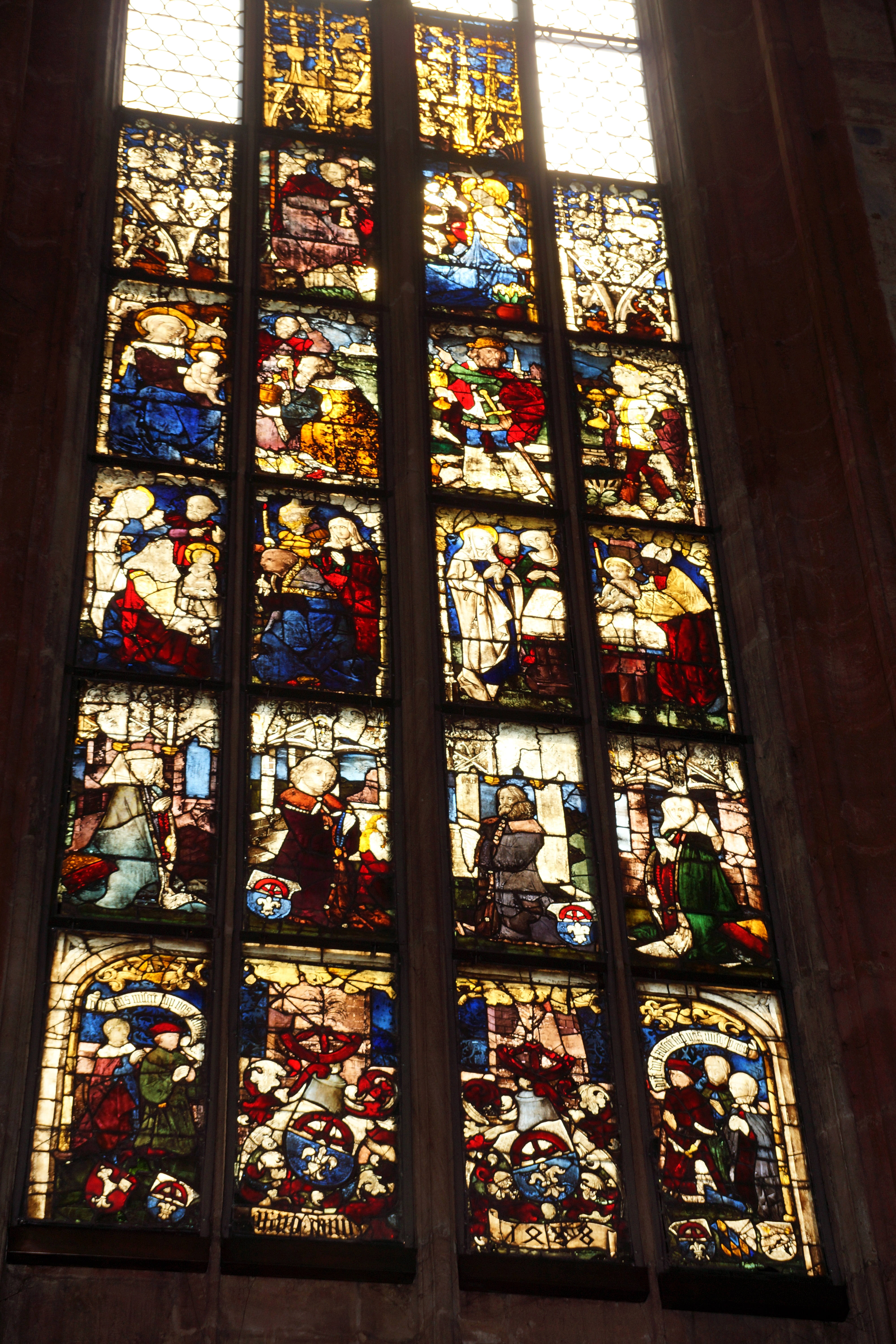
Volckamer-Fenster in der Sebaldskirche, Ende des 15. Jh.
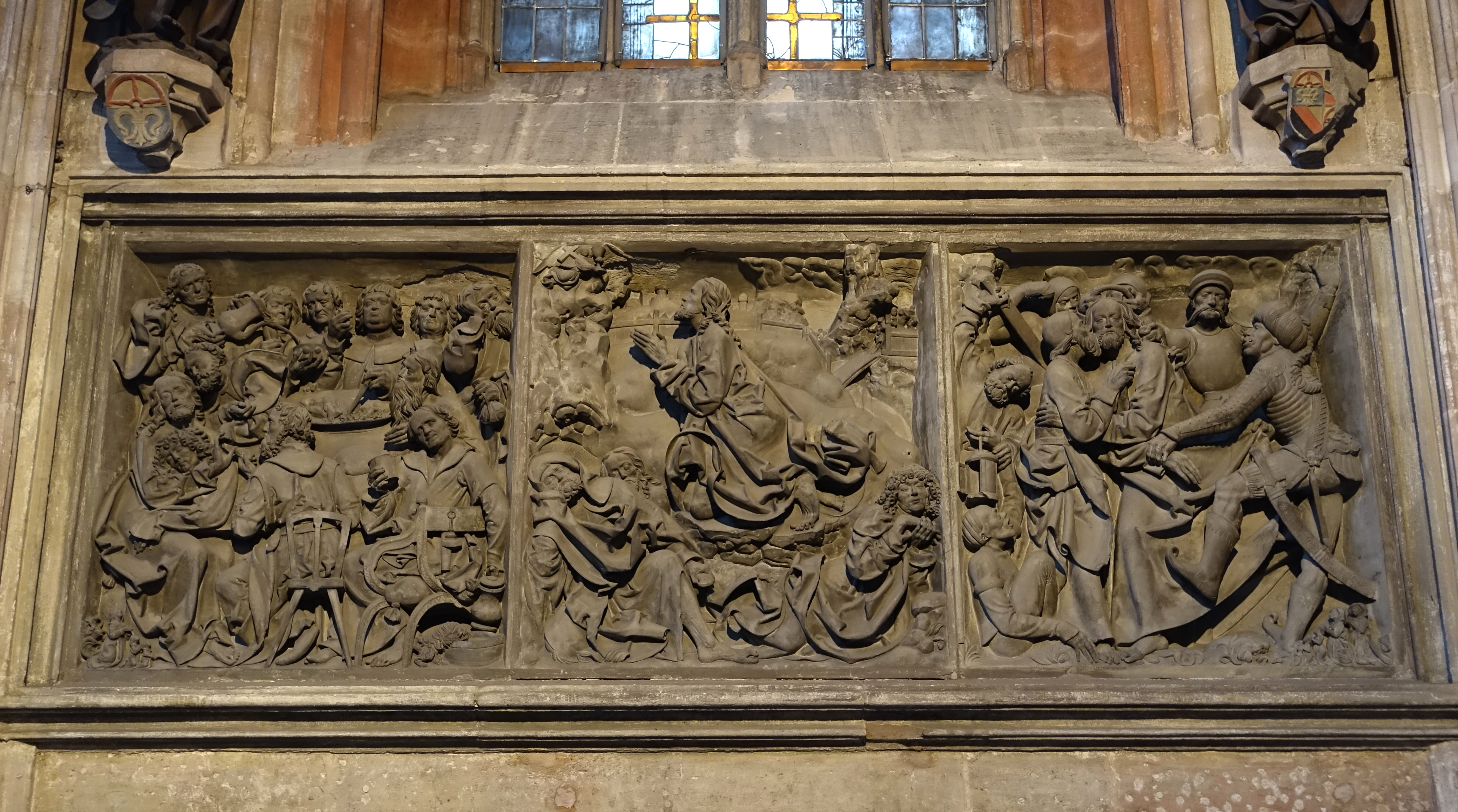
Paulus-Volckamer-Epitaph von Veit Stoß in der Sebaldskirche, 1499 (darüber Stifterwappen Volckamer/Mendel)
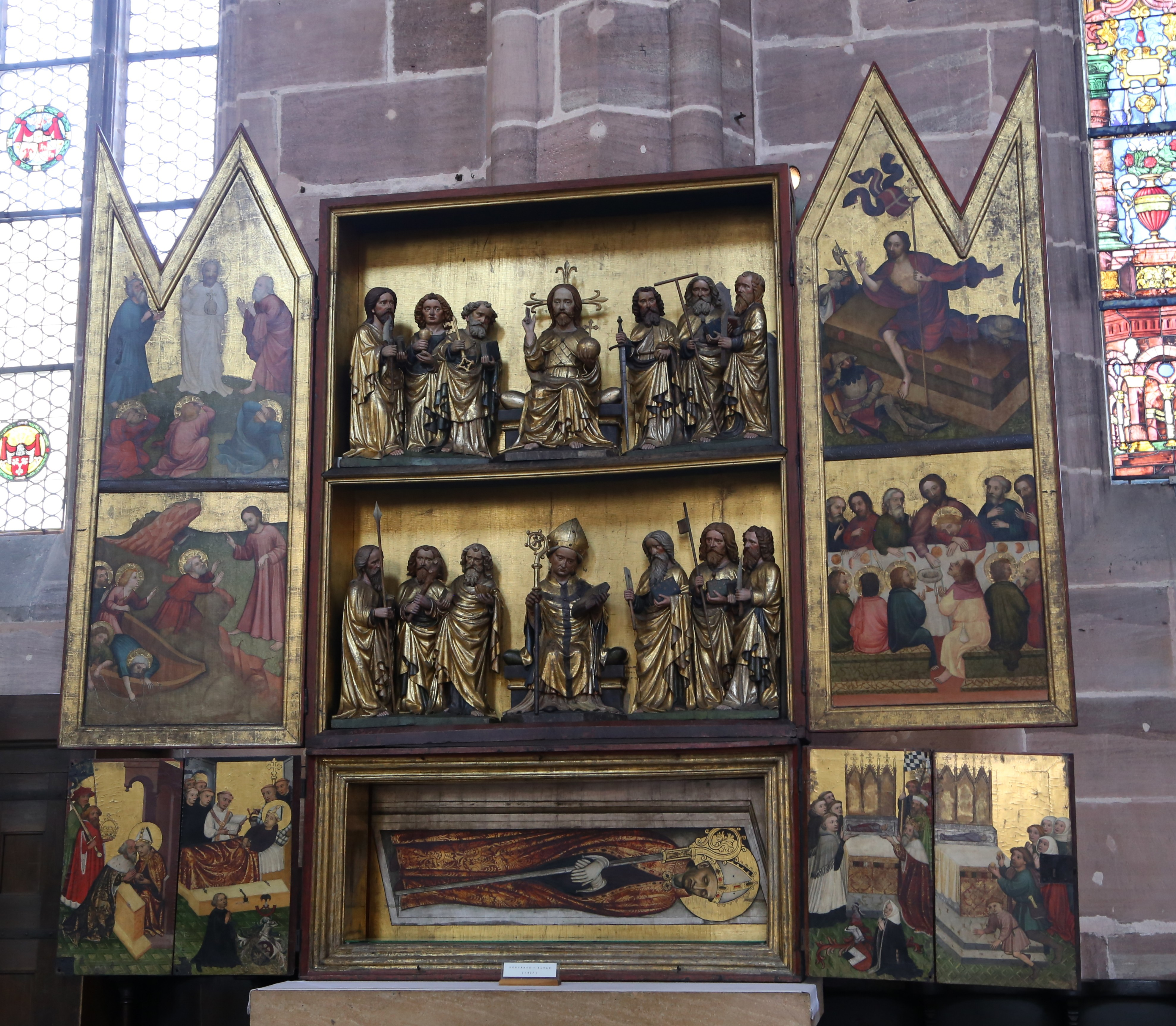
Deocarusaltar in der Lorenzkirche mit den Stifterfiguren und -wappen des Andreas Volckamer und der Margaretha Haller (1436)
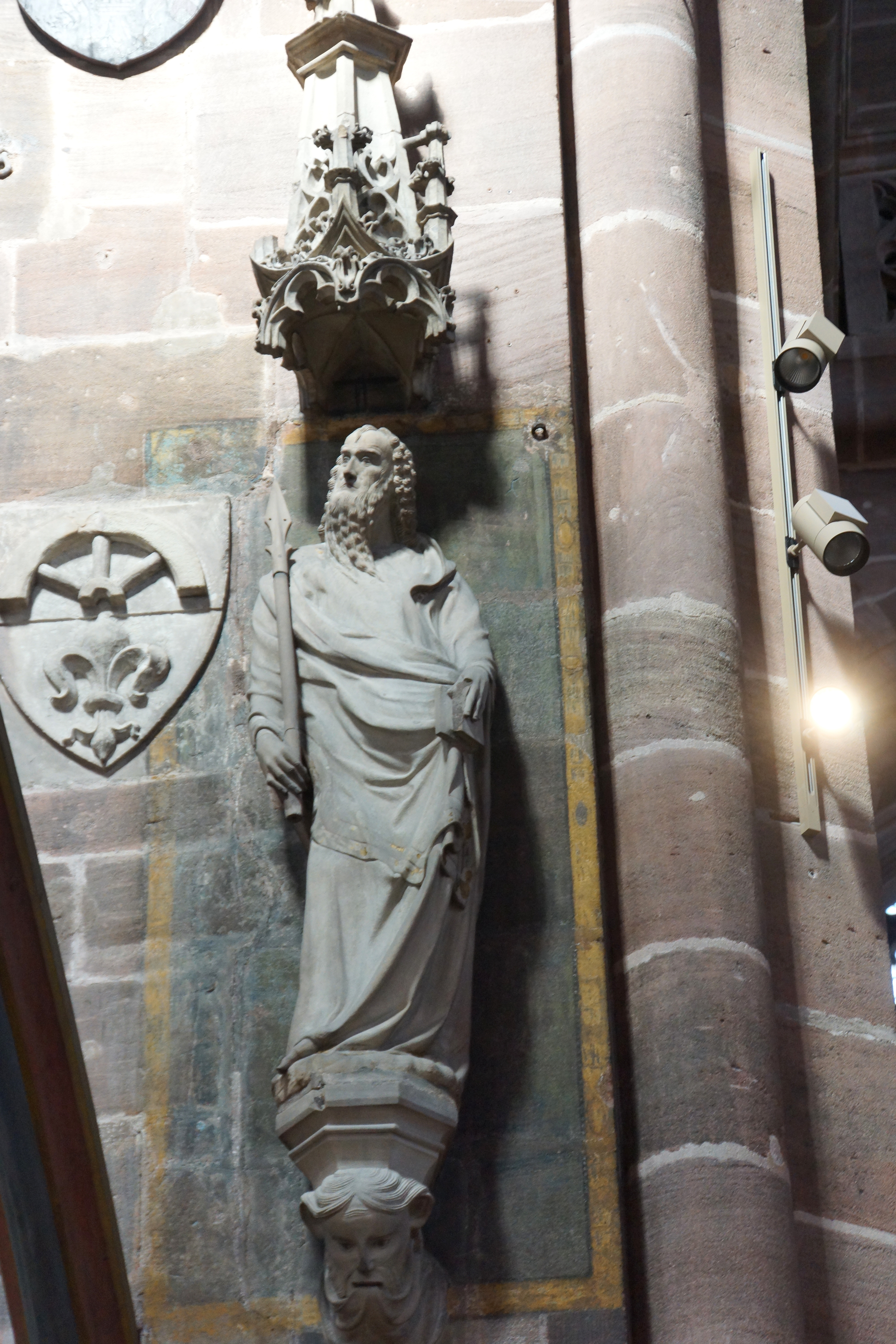
Heiliger mit Stifterwappen, Lorenzkirche
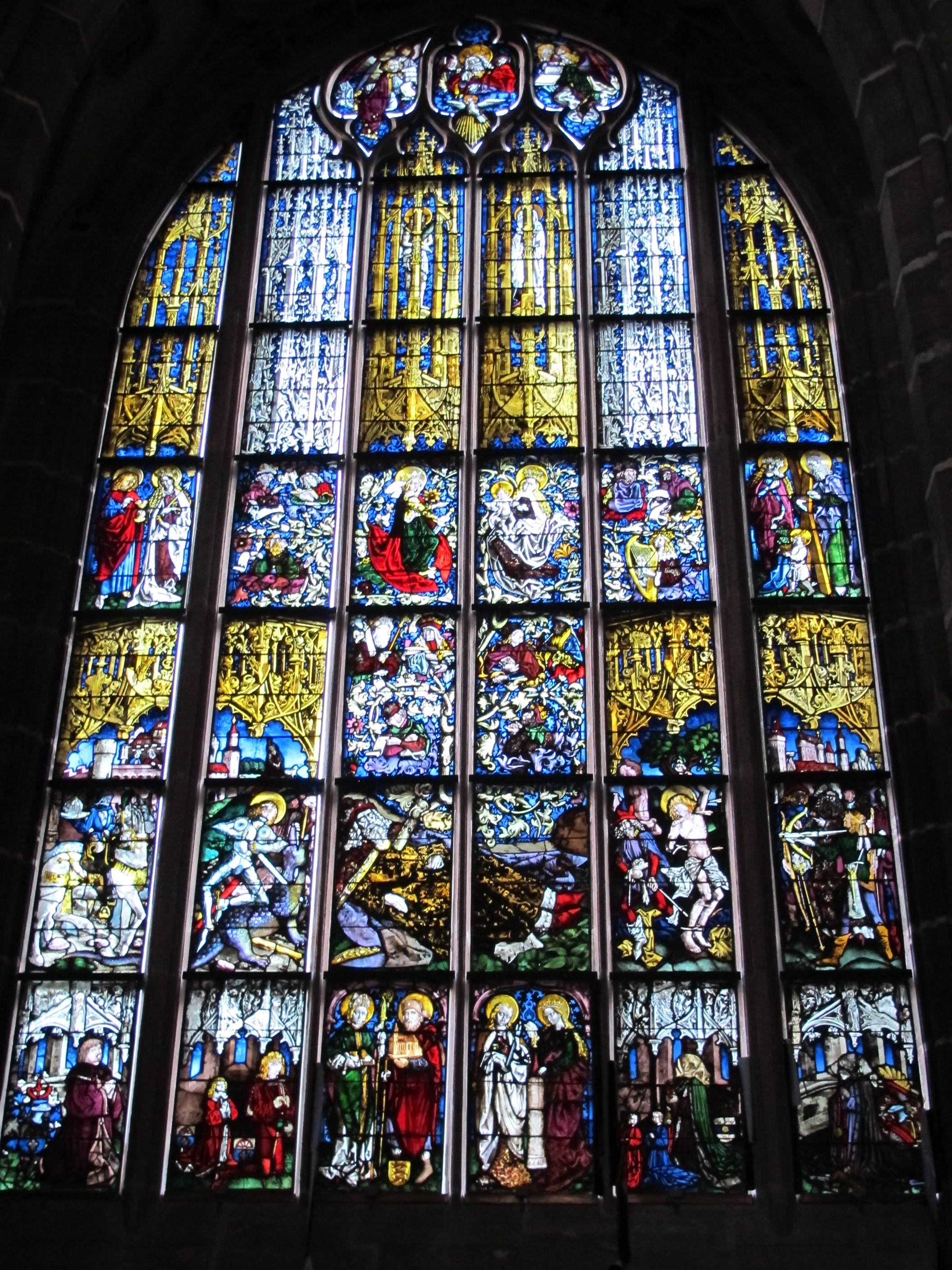
Volckamer-Fenster in der Lorenzkirche, von Peter Volckamer nach 1480 gestiftet
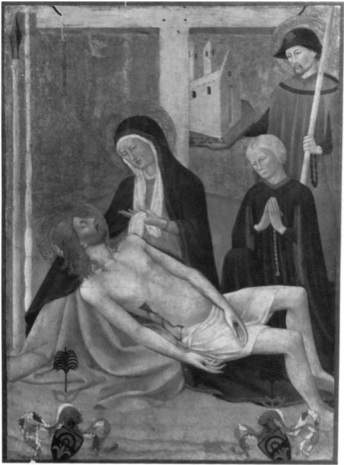
Kreuzabnahme mit dem Hl. Sebald und Peter Volckamer (Meister der Osservanza, 1432/33)
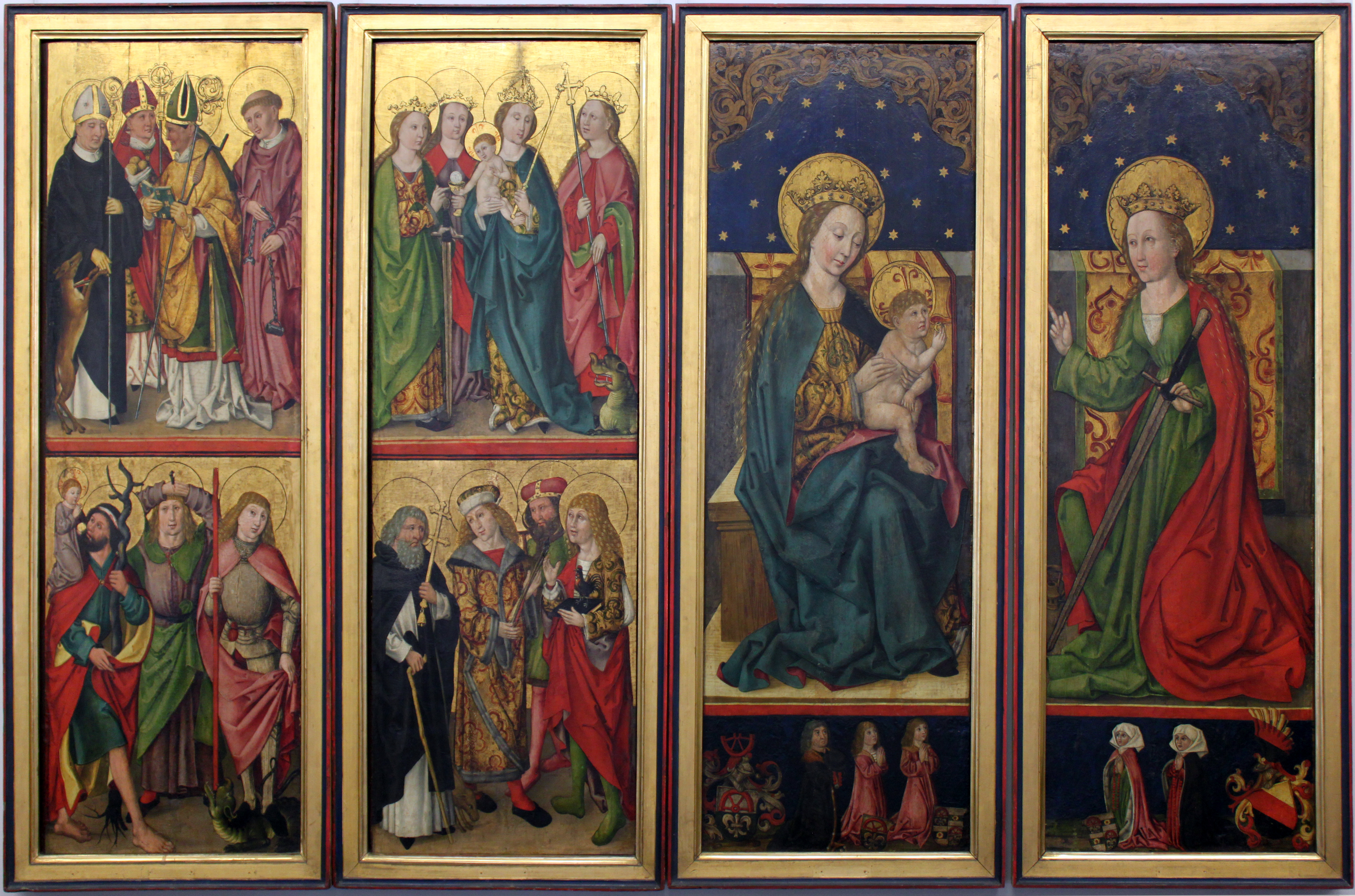
Flügel des Volckamer-Altars aus St. Katharina, Nürnberg, 1493 (mit ehelichem Stifterpaar und -wappen Paulus Volckamer/Magdalena Mendel), Germanisches Nationalmuseum
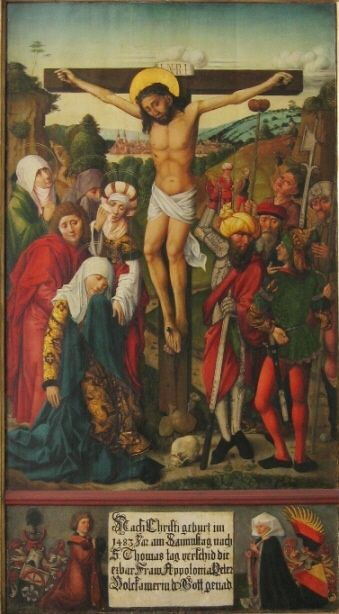
Epitaph der Apollonia Volckamer geb. Mendel (Ehefrau des Peter Volckamer), um 1483
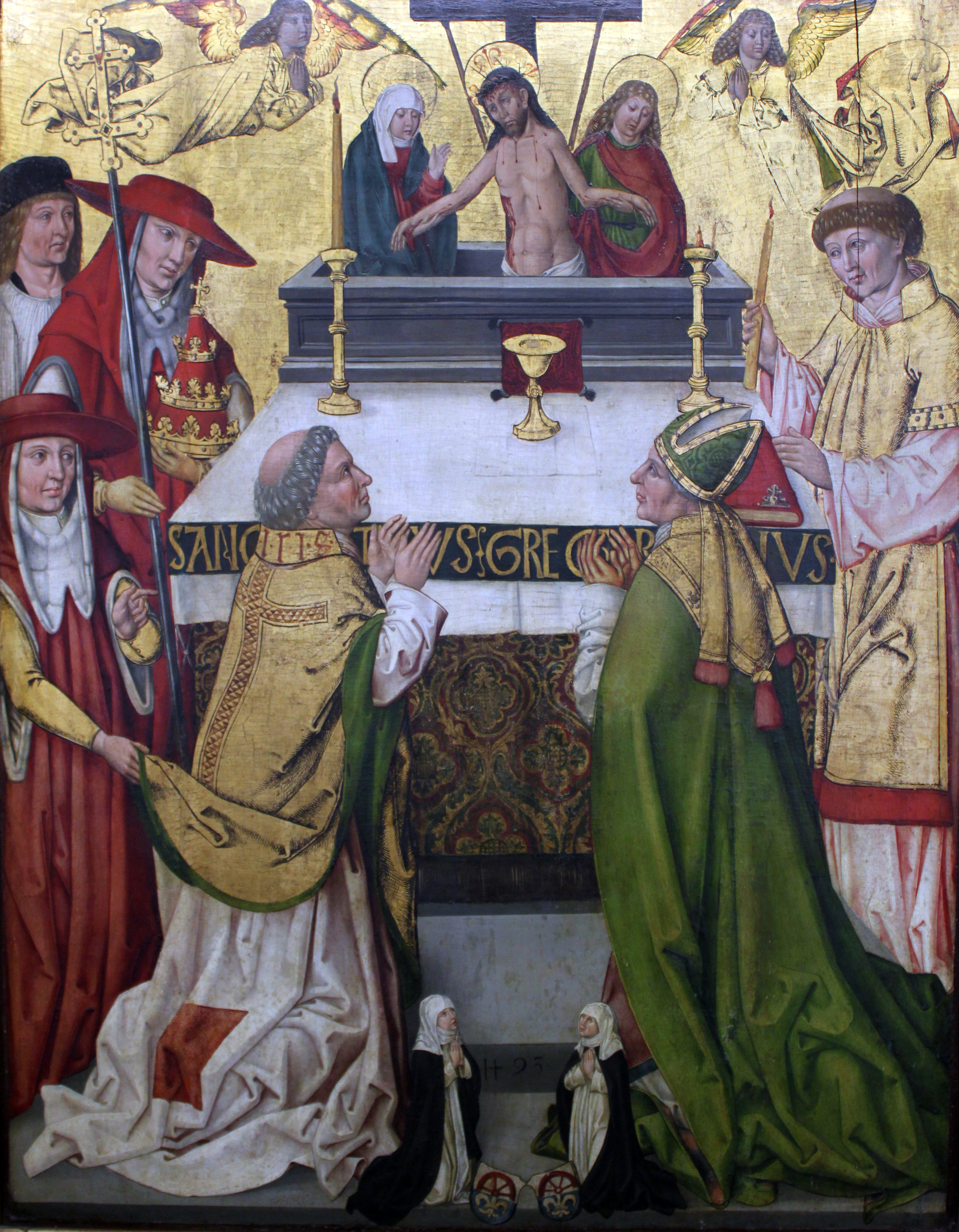
Messe des Hl. Gregor auf dem Volckamer-Altar (1493)
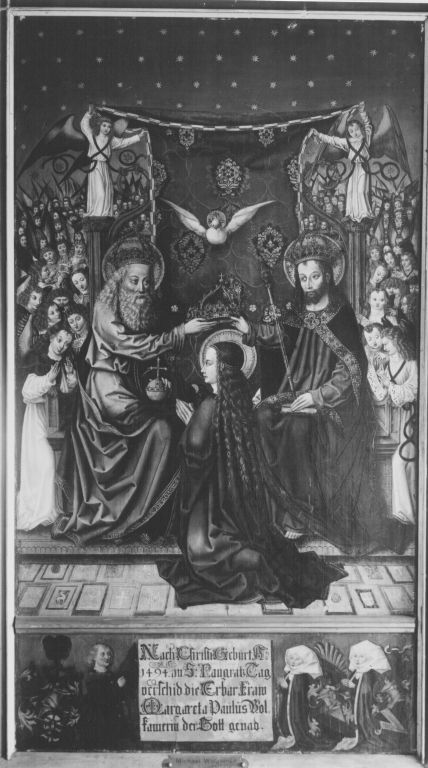
Epitaph der Margarethe Volckamer mit Krönung Mariens, um 1494
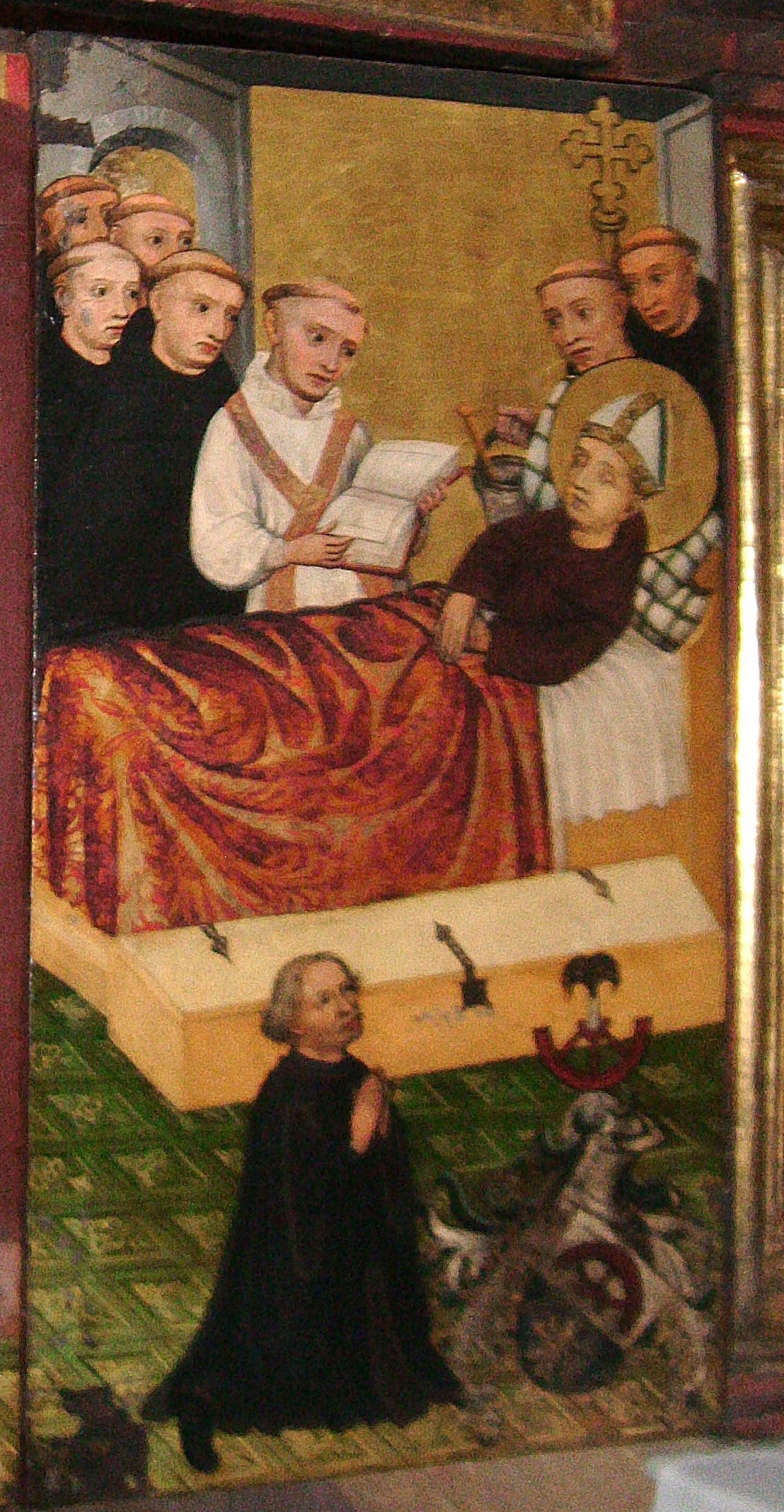
Tod des Hl. Deocar, zu Füßen der Altarstifter Andreas Volckamer mit Wappen, 1437
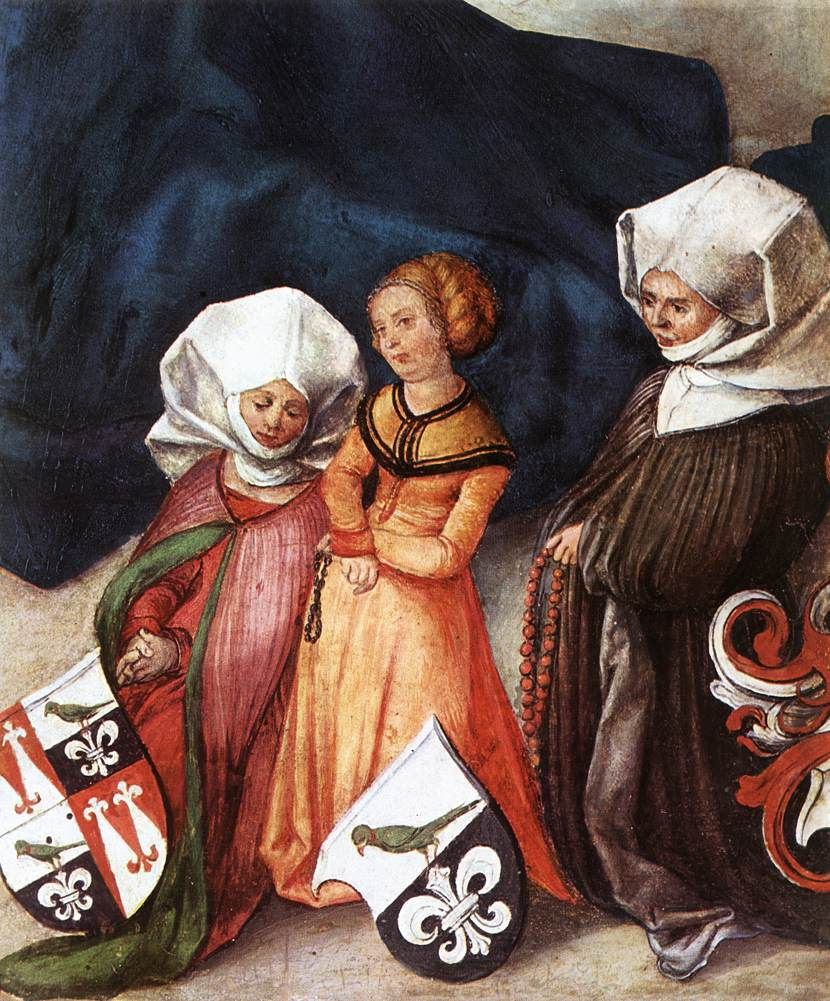
Barbara Paumgartner geb. Volckamer (rechts) und ihre Töchter, auf dem Paumgartner-Altar von Albrecht Dürer (nach 1503)